# Faenza
Faenza (AFI: /faˈɛnʦa/, Fẽza in romagnolo) è un comune italiano di 58 761 abitanti della provincia di Ravenna in Emilia-Romagna. La città è storicamente nota per la produzione di ceramica artistica, al punto che la maiolica, grazie alla rinomanza della manifattura locale, è conosciuta nel mondo come faience. 
Di origine romana, sotto la signoria dei Manfredi iniziò ad attraversare un'epoca di grande sviluppo che culminò nel rinascimento e nel barocco, caratterizzandone l'arte e l'architettura. Grazie all'intensa attività artistica e culturale, tra il XVIII e il XIX secolo divenne un punto di riferimento del neoclassicismo in Italia e in Europa, di cui oggi il massimo esempio è rappresentato dal Museo Nazionale di Palazzo Milzetti.
Oltre a essere un vivace centro creativo, attualmente è sede di poli di ricerca e sviluppo nel campo dei materiali e della sostenibilità ambientale.
Situata poco a ovest del centro della Romagna, ai piedi dei primi rilievi dell'Appennino faentino, è sede amministrativa dell'Unione della Romagna Faentina ed è sede vescovile della diocesi di Faenza-Modigliana.

## Geografia fisica

### Territorio
Il comune di Faenza si trova in Romagna, nella parte sud-occidentale della provincia di Ravenna, sul fiume Lamone e sulla Via Emilia, tra Imola a ovest e Forlì a est, entrambe a circa 15 km dal centro cittadino. Da Ravenna dista 35 km, da Cesena circa 40 km, mentre da Bologna dista 55 km.
La città è situata nell'area pedemontana al confine tra la Pianura Padana e le prime colline dell'Appennino faentino. L'altitudine ufficiale è 35 metri sul livello del mare, mentre per il territorio comunale si va da un minimo di 13 a un massimo di 220 metri s.l.m..
Il territorio di Faenza presenta un ambiente agricolo, suddiviso tra i vigneti dei pendii collinari e i coltivati, con tracce dell'antica centuriazione romana in pianura.
- Classificazione sismica: zona 2

### Clima
Data la sua posizione, Faenza presenta un clima temperato umido con estate calda, di carattere subcontinentale (secondo Mario Pinna), influenzato dall'effetto stau delle aree collinari adiacenti.
- Classificazione climatica: zona E
- Classificazione dei climi di Köppen: Cfa

| Faenza              | Mesi | Mesi | Mesi | Mesi | Mesi | Mesi | Mesi | Mesi | Mesi | Mesi | Mesi | Mesi | Stagioni | Stagioni | Stagioni | Stagioni | Anno |
| Faenza              | Gen  | Feb  | Mar  | Apr  | Mag  | Giu  | Lug  | Ago  | Set  | Ott  | Nov  | Dic  | Inv      | Pri      | Est      | Aut      | Anno |
| ------------------- | ---- | ---- | ---- | ---- | ---- | ---- | ---- | ---- | ---- | ---- | ---- | ---- | -------- | -------- | -------- | -------- | ---- |
| T. max. media (°C)  | 6,1  | 8,7  | 12,9 | 17,2 | 22,0 | 26,2 | 28,9 | 28,5 | 24,9 | 19,0 | 12,7 | 7,2  | 7,3      | 17,4     | 27,9     | 18,9     | 17,9 |
| T. media (°C)       | 3    | 5,1  | 8,7  | 12,6 | 17,0 | 20,9 | 23,3 | 23,1 | 19,9 | 14,7 | 9,3  | 4,3  | 4,1      | 12,8     | 22,4     | 14,6     | 13,5 |
| T. min. media (°C)  | 0    | 1,5  | 4,5  | 8,0  | 12,0 | 15,6 | 17,8 | 17,7 | 14,9 | 10,4 | 5,9  | 1,5  | 1,0      | 8,2      | 17,0     | 10,4     | 9,2  |
| Precipitazioni (mm) | 48   | 47   | 59   | 58   | 57   | 50   | 49   | 53   | 65   | 68   | 83   | 63   | 158      | 174      | 152      | 216      | 700  |

## Storia
La storia di Faenza inizia in epoca romana, ma le origini della città non sono ben definite. Tra le ipotesi iniziali ce n'è una legata alla mitologia, ma le informazioni sono più precise a partire dalla conquista romana del II secolo a.C.. La dominazione romana del territorio terminò nel 774 con Carlo Magno, che lo cedette alla Chiesa. Durante il Medioevo, invece, si afferma il modello comunale, che si stava diffondendo in tutto il Nord Italia. Durante questa fase la famiglia Manfredi consolidò il suo potere e si impose come una delle più potenti della città. Nell'ambito di numerose lotte con l'Impero, soprattutto con Federico II di Svevia, in particolare dovute all'adesione di Faenza alla Lega Lombarda, la città venne più volte assediata. In seguito, nel XVI secolo, la città vide il dominio pontificio e poi divenne un importante centro neoclassico italiano. A partire dagli ultimi due decenni del XIX secolo la città di Faenza vide un notevole sviluppo, ma durante la seconda guerra mondiale venne bombardata più volte, prima di venire liberata dagli Alleati.

### Simboli

Stemma

Il simbolo del comune, riportato sullo stemma, è il leone rampante. La descrizione ufficiale dello stemma è riportata nel decreto di riconoscimento del 5 luglio 1928 dell'allora capo del governo Benito Mussolini, conservato presso la Biblioteca Comunale:

Il simbolo è documentato per la prima volta su un sigillo, probabilmente trecentesco, con la legenda "Sigillum Comunis et Populi Civitatis Favencie". Il capo d'Angiò, tipico segno della fazione guelfa, presenta 5 gigli al posto dei soliti 3, alternati ai pendenti del lambello che sono quindi 6 invece di 4. Lo scudo è timbrato da corona di Città.

Gonfalone comunale

Il gonfalone è un drappo troncato di bianco e di azzurro.

### Onorificenze
Faenza è tra le città decorate al valor militare per la guerra di Liberazione, insignita della Croce di guerra al valor militare per i sacrifici delle sue popolazioni e per l'attività nella lotta partigiana durante la seconda guerra mondiale ed è membro dell'Istituto Nazionale del Nastro Azzurro che raggruppa tutti i combattenti decorati al valor militare:
Fu tra le prime città italiane a celebrare la Giornata dell’Europa e la terza in Italia a ricevere il Premio Europa, nel 1968, da parte dell'Assemblea Consultiva del Consiglio d’Europa, per il suo impegno nella promozione dell'ideale comunitario.

## Monumenti e luoghi d'interesse

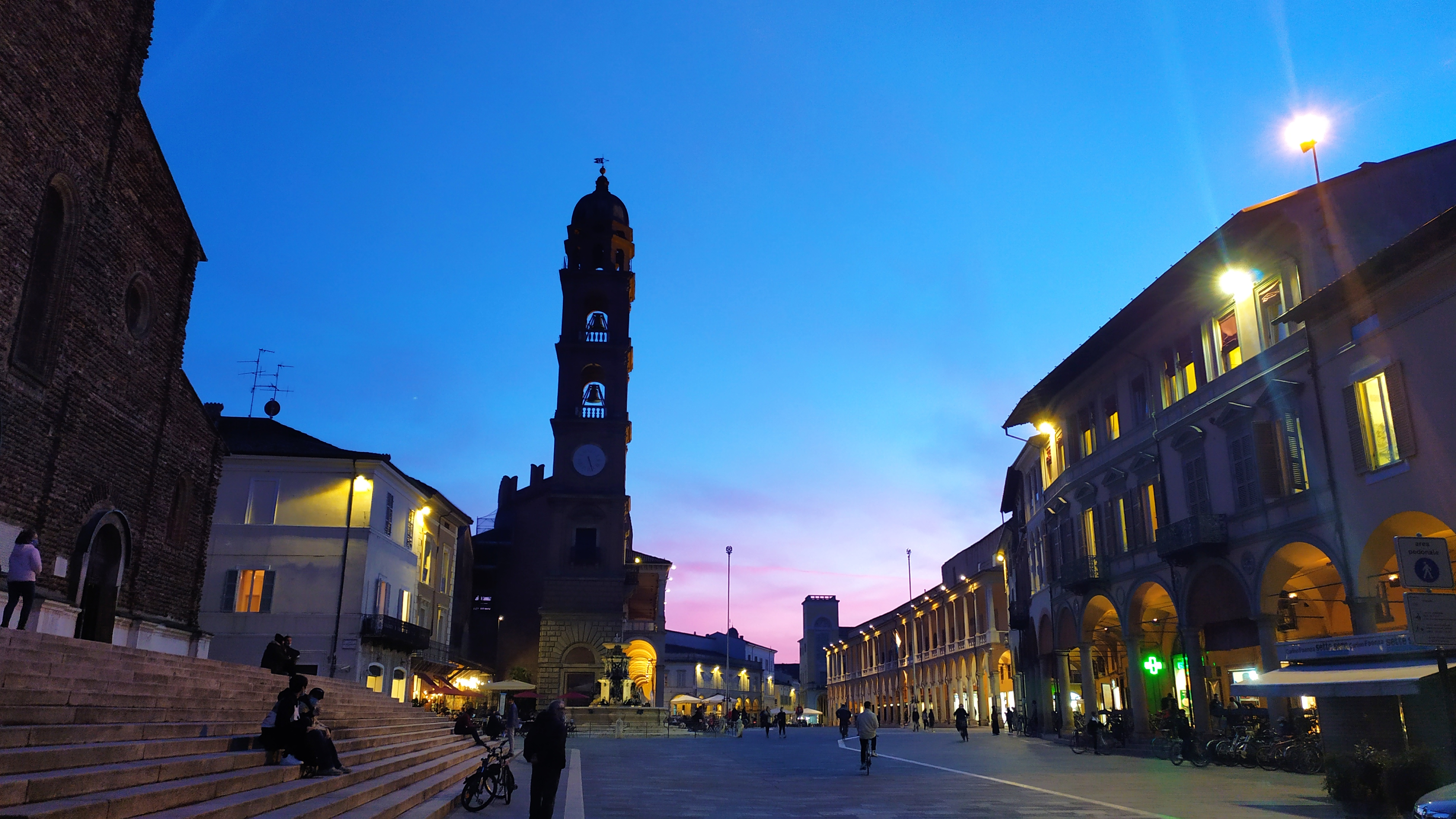
Panoramica serale del centro da Piazza della Libertà

La storia urbanistica di Faenza, analogamente a quella di molte altre città emiliano-romagnole, si snoda attraverso un continuo processo di rigenerazione dell'originaria struttura romana, che, pur venendo in alcuni casi fortemente intaccata, riesce tuttavia a sopravvivere nell'impianto geometrico della città. Il tessuto urbano, profondamente alterato dalle distruzioni belliche, seppur offrendo numerosi esempi di architettura rinascimentale e barocca (concentrati in maggior numero nel centro cittadino), conserva una caratterizzazione prevalentemente neoclassica sette-ottocentesca, in quanto tra il XVIII e il XIX secolo vi furono grandi opere di trasformazione edilizia alle quali contribuirono gli architetti Giuseppe Pistocchi, Giovanni Antonio Antolini, Pietro Tomba; con esse Faenza divenne protagonista del neoclassicismo a livello europeo.

### Architetture religiose
L'edificio più antico di Faenza giunto sino a noi quasi integro è il campanile di Santa Maria ad Nives o Santa Maria Vecchia (chiesa originale risalente al VI secolo, poi riedificata), edificato tra il IX e il X secolo. Altro monumento superstite dei tempi a cavallo dell'anno Mille è la cripta della chiesa di Sant'Ippolito. La chiesa più antica pervenuta integra è la Chiesa della Commenda, risalente intorno al 1100.
Il principale luogo di culto cattolico della città è la Cattedrale di San Pietro Apostolo, ovvero il Duomo, chiesa madre della diocesi di Faenza-Modigliana. La sua costruzione, su progetto di Giuliano da Maiano, fu iniziata nel 1474 e non si concluse prima del 1515, rimanendo tuttavia incompiuta la facciata; la consacrazione al culto di San Pietro apostolo avvenne nel 1581.
Di seguito sono riportate le principali architetture religiose edificate nel territorio comunale:
In città
- Duomo - Cattedrale di San Pietro Apostolo
- Chiesa dei Santi Ippolito e Lorenzo
- Chiesa della Commenda
- Chiesa di Santa Maria ad Nives
- Chiesa dei Servi
- Chiesa del Carmine
- Chiesa della Beata Vergine del Paradiso
- Chiesa di San Bartolomeo
- Chiesa di San Domenico
- Chiesa di San Filippo Neri o del Suffragio
- Chiesa di San Francesco
- Chiesa di San Giacomo della Penna
- Chiesa di San Giovanni di Dio
- Chiesa di San Girolamo all'Osservanza
- Chiesa di San Giuseppe Artigiano
- Chiesa di San Rocco
- Chiesa di San Savino
- Chiesa di San Sigismondo
- Chiesa di San Vitale
- Chiesa di Santa Margherita
- Chiesa di Santa Maria dell'Angelo
- Chiesa di Santa Maria Maddalena
- Chiesa di Sant'Agostino
- Chiesa di Sant'Antonino
- Chiesa di Sant'Antonio
- Chiesa di Sant'Umiltà
- Oratorio della Santissima Annunziata

Nel forese
- Chiesa di Santa Caterina (a Tebano)
- Chiesa di Santa Margherita in Rivalta
- Chiesa di Santa Maria degli Angeli (a Sarna)
- Chiesa di Santa Maria del Rosario in Errano
- Chiesa di Santa Maria in Merlaschio
- Chiesa di Santa Maria in Mezzeno
- Chiesetta di San Lazzaro
- Chiesa di Sant'Apollinare in Oriolo
- Pieve di Corleto
- Pieve di Sarna
- Pieve di San Giovanni Battista

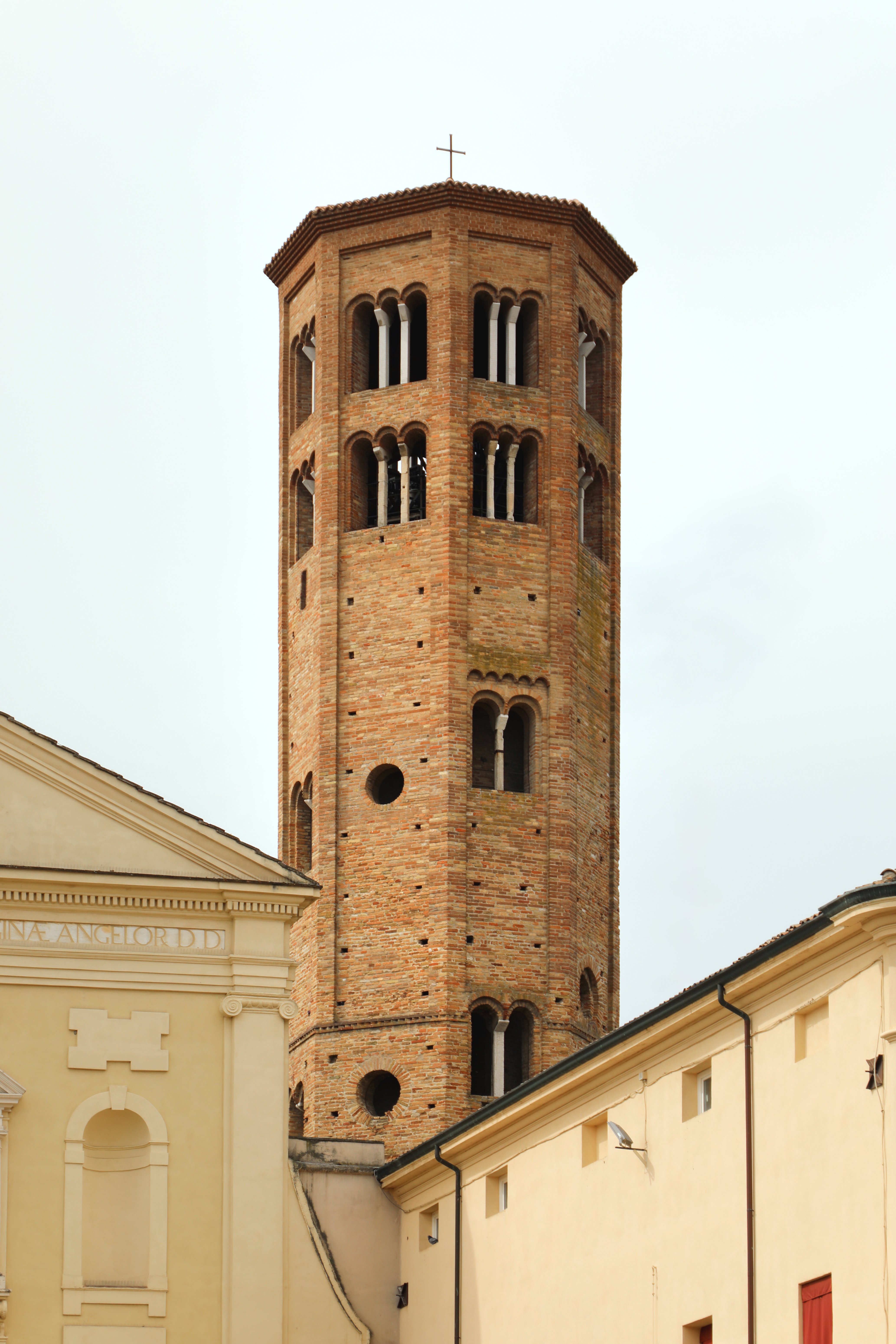
Il campanile della Chiesa di Santa Maria ad Nives.
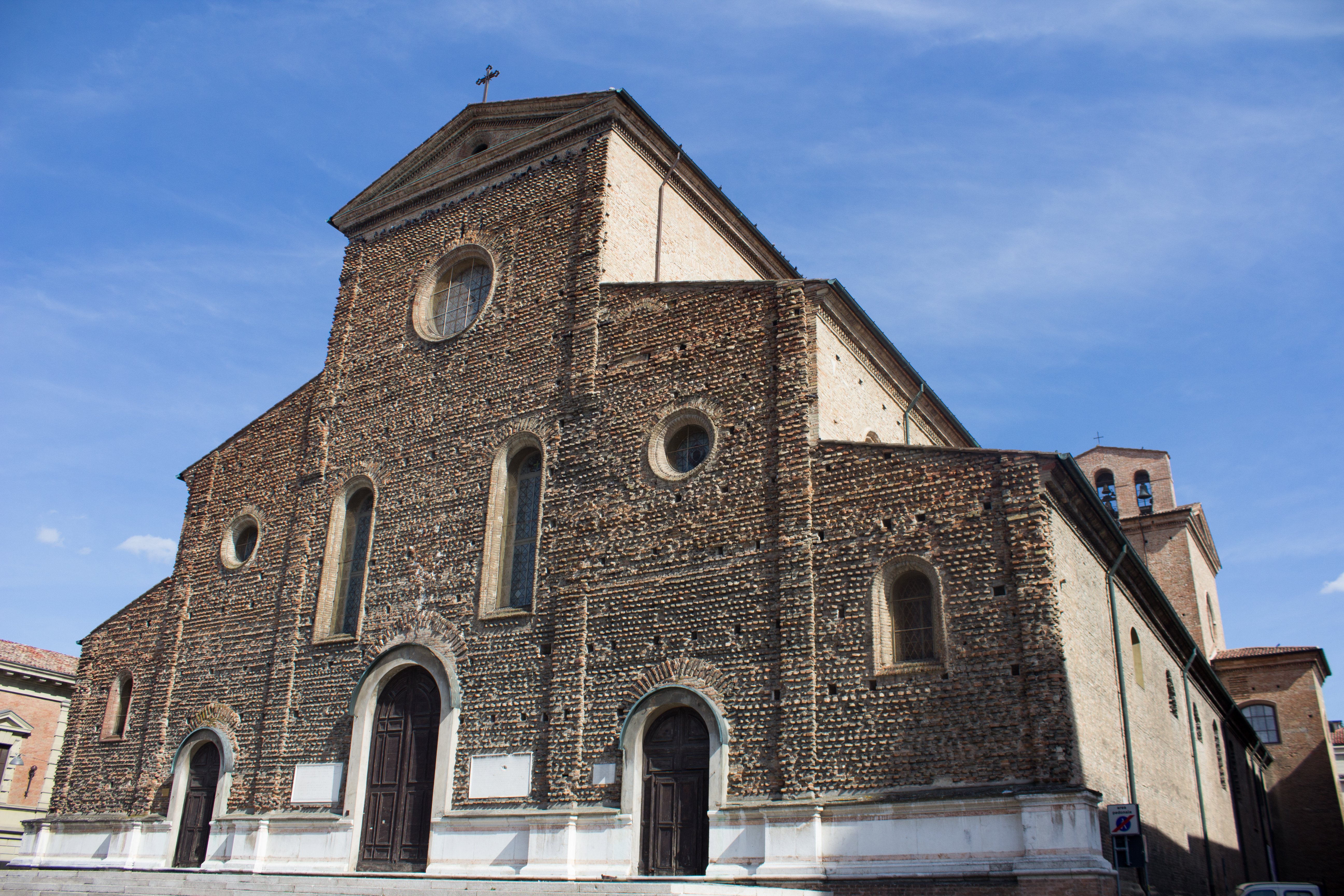
Il Duomo (Cattedrale di San Pietro Apostolo).
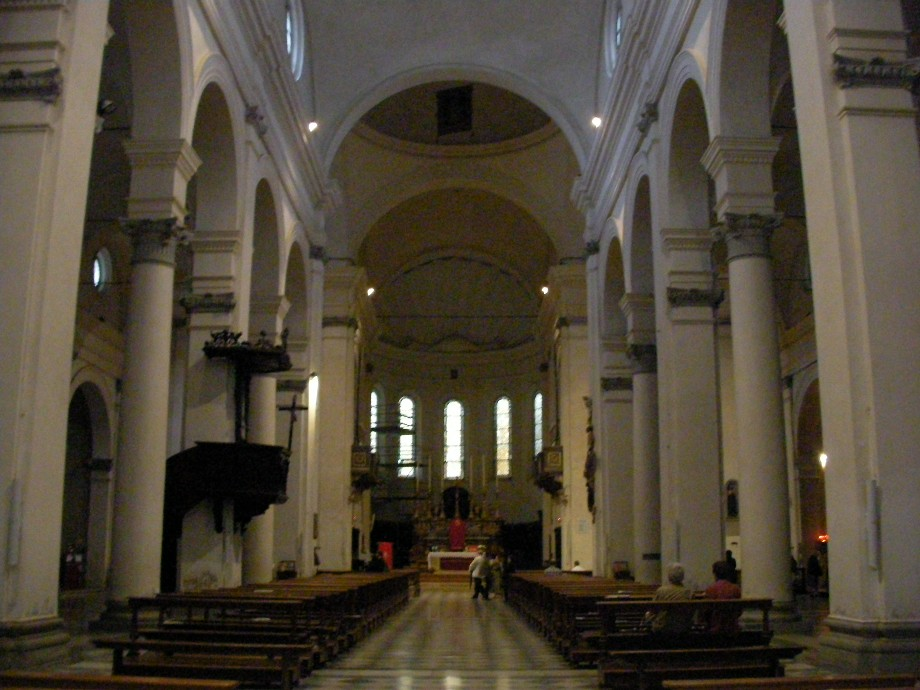
Interno del Duomo.

I cimiteri principali sono:
- Cimitero dell'Osservanza[32]: cimitero monumentale cittadino che prende il nome dall'omonimo monastero; numerose le tombe firmate da artisti, tra cui Felice Giani, Lucio Fontana e Domenico Rambelli.
- Faenza War Cemetery[33]: il cosiddetto "Cimitero degli Inglesi", dove sono collocati i militari deceduti durante le campagne di liberazione della seconda guerra mondiale, riconosciuto dalla Commonwealth War Graves Commission.

### Architetture civili

#### Torre dell'Orologio
La Torre Civica (o dell'Orologio), posta all'ingresso della Piazza del Popolo nell'incrocio tra il cardo e il decumano della Faventia romana, è uno dei simboli architettonici più rappresentativi e riconoscibili della città.
Il progetto originario è attribuibile a Fra Domenico Paganelli che a partire dal 1604 la fece erigere, sfruttando una base bugnata cinquecentesca. È di forma quadrangolare, a 5 ordini sovrapposti e coronata da una cupola. In basso, dentro una nicchia provvista di balcone cinto da bella ringhiera in ferro battuto e ottone, è collocata una Madonna con il Bambino in marmo, di Francesco Scala, del 1611.
La torre originale fu fatta saltare dai Tedeschi in ritirata nel novembre 1944. Quella attuale è una fedele ricostruzione del 1953, nella quale nicchia è tuttora posizionata l'originale seicentesca Madonna col Bambino, che si salvò dal crollo.

#### Fontana maggiore
La Fontana monumentale, situata tra il Duomo e la Torre dell'Orologio, venne realizzata su incarico di Domenico Paganelli, preposto alla direzione della costruzione di un acquedotto cittadino nel 1583. Si riprese nel 1614 a causa di altre commissioni di Paganelli a Roma e lo stesso, su suggerimento del cardinal Rivarola, incaricò della costruzione di una fonte che servisse da punto terminale del condotto sotterraneo che parte da Errano l'architetto ticinese Domenico Castelli, che condusse a termine i lavori nel 1621.
Il fonte risultò un'apprezzata opera ricca di sculture simboliche in bronzo, realizzate da Tarquinio Jacometti nel 1619-20. Le aquile e i draghi rappresentano le imprese araldiche di Papa Paolo V (Borghese), i tre leoni rampanti lo stemma cittadino.
Nel 1869 venne rimossa l'alta cancellata di ferro che la proteggeva.

#### Voltone della Molinella
Il Voltone della Molinella, un passaggio coperto da volte a crociera al piano terra di Palazzo Manfredi, conduce dalla piazza principale, piazza del Popolo, alla piazza Nenni con il teatro comunale Masini.
La volta a ombrello fu decorata a grottesche da Marco Marchetti nel 1566. Oggi il voltone ospita l'ingresso dell'ufficio turistico e della galleria espositiva comunale.

#### Teatro Masini
Il Teatro comunale Angelo Masini, in piazza Nenni (già "della Molinella"), è uno dei maggiori esempi di architettura neoclassica a Faenza. Fu progettato e costruito tra il 1780 e il 1787 dall'architetto Giuseppe Pistocchi, su richiesta dell'Accademia dei Remoti, un cenacolo di intellettuali e artisti faentini che si era costituito nel 1673. Esso conserva una struttura con pianta di ferro di cavallo, fornita di quattro ordini di palchi, separati da colonne di vario stile. Ospita affreschi di Felice Giani. La fascia superiore è arricchita da decorazioni plastiche e venti statue raffiguranti divinità dell'Olimpo, realizzate da Antonio Trentanove.

#### Prospettiva (Fontanone)
La Prospettiva, denominato dai faentini Fontanone, è il monumento che costituisce lo scenario architettonico in fondo a viale Stradone. Venne realizzato nel 1824 sotto la direzione dei lavori di Pietro Tomba, sul luogo dove già esisteva una conserva di acqua dell’antico acquedotto, su decisione della Deputazione del Pubblico Passeggio e il gonfaloniere Antonio Margotti per completare il viale, allora luogo di passeggio, con un edificio che fungesse da prospettiva terminale e che venisse utilizzato come luogo di ritrovo e di ristoro durante le passeggiate domenicali fuori porta. 

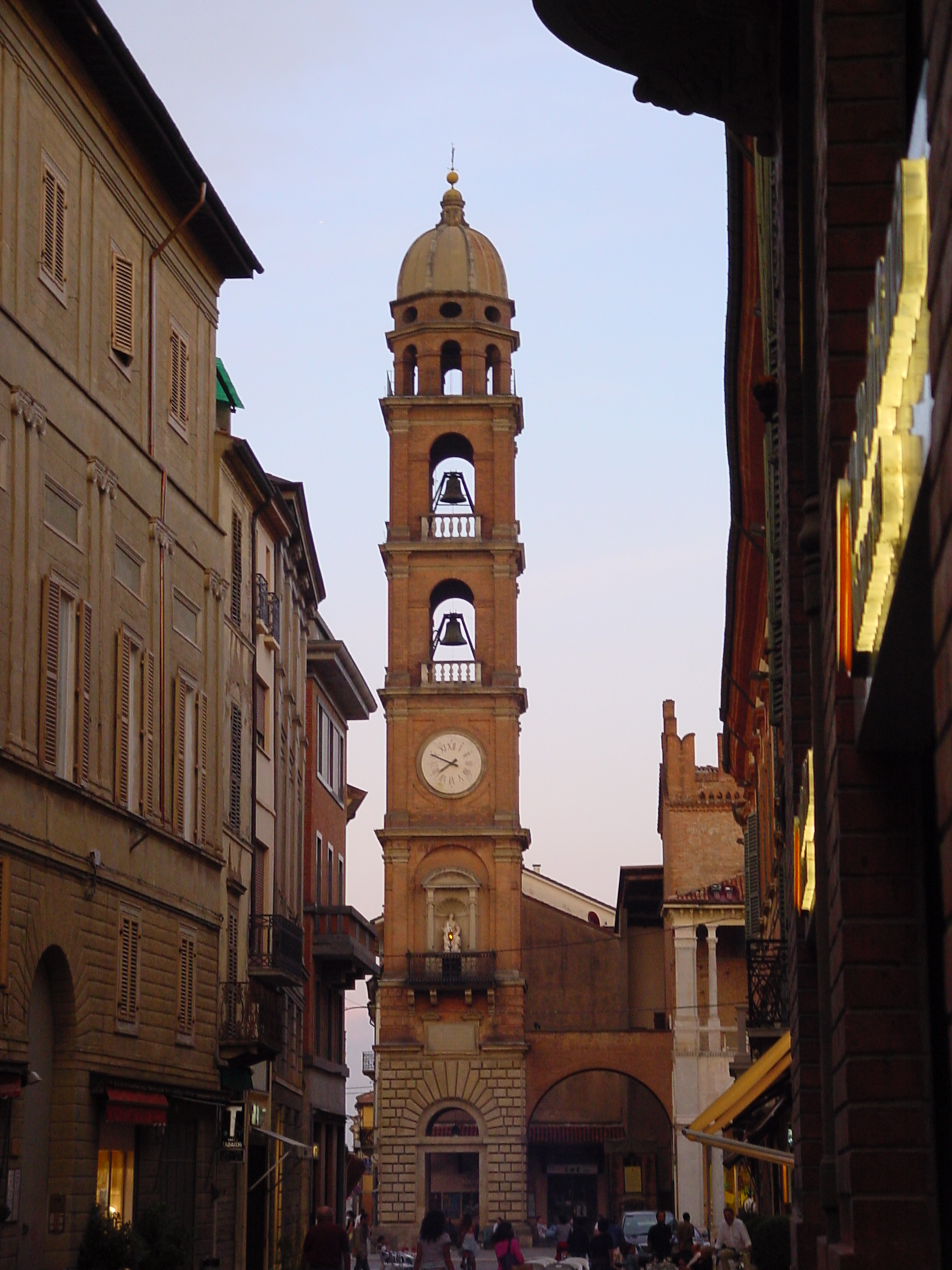
Torre dell'Orologio.
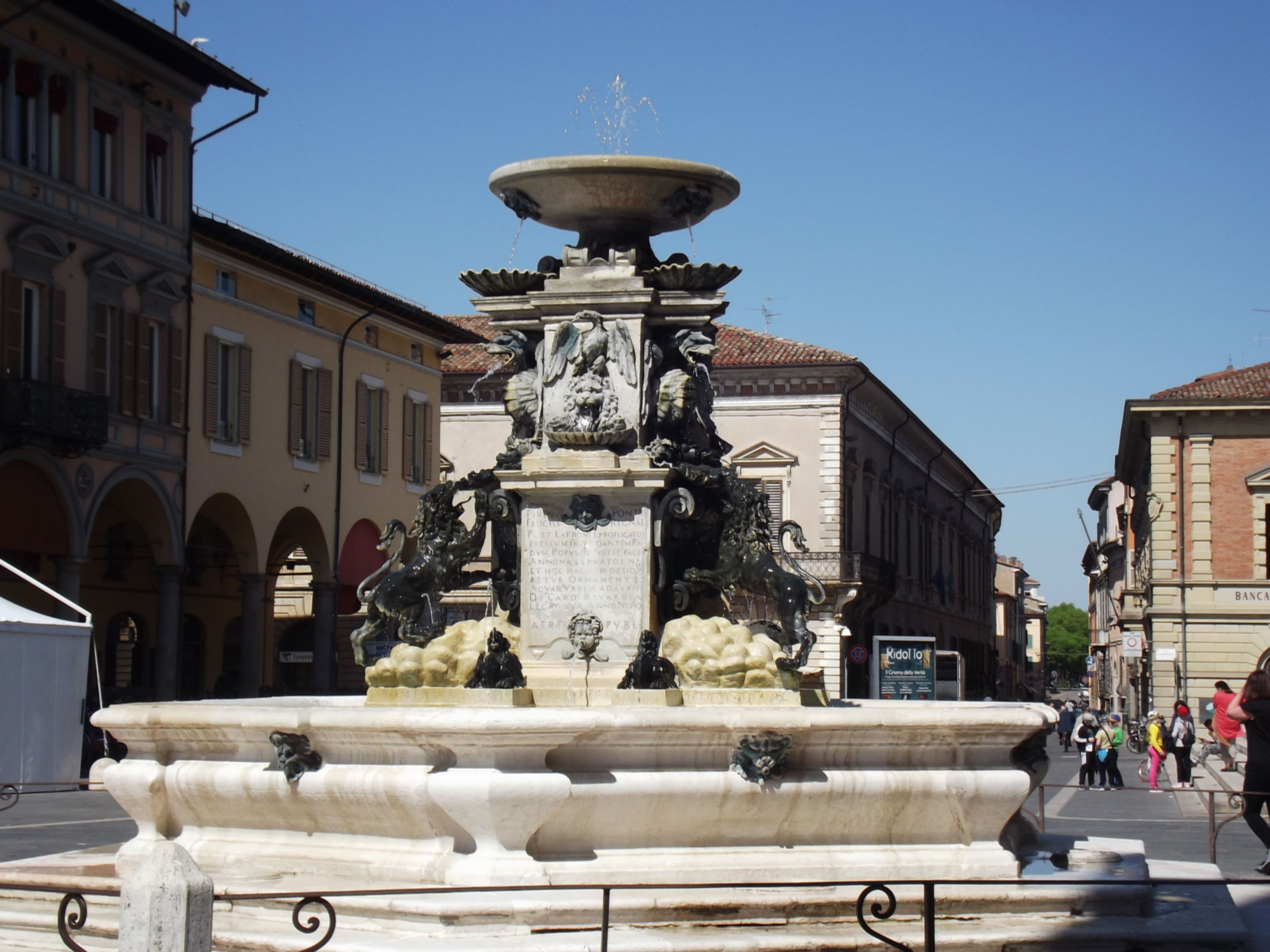
Fontana maggiore.
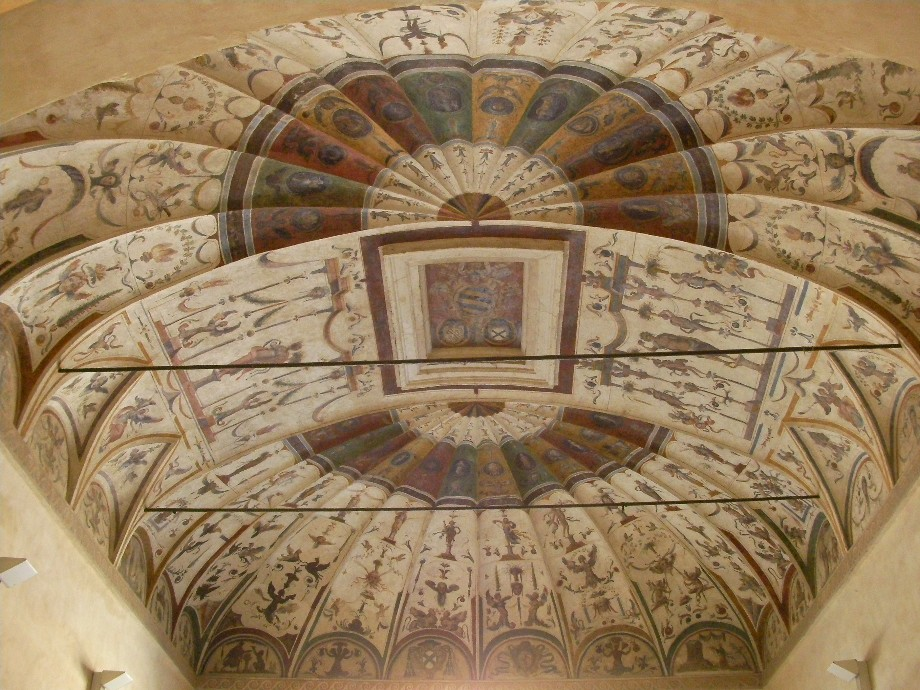
Il voltone della Molinella.
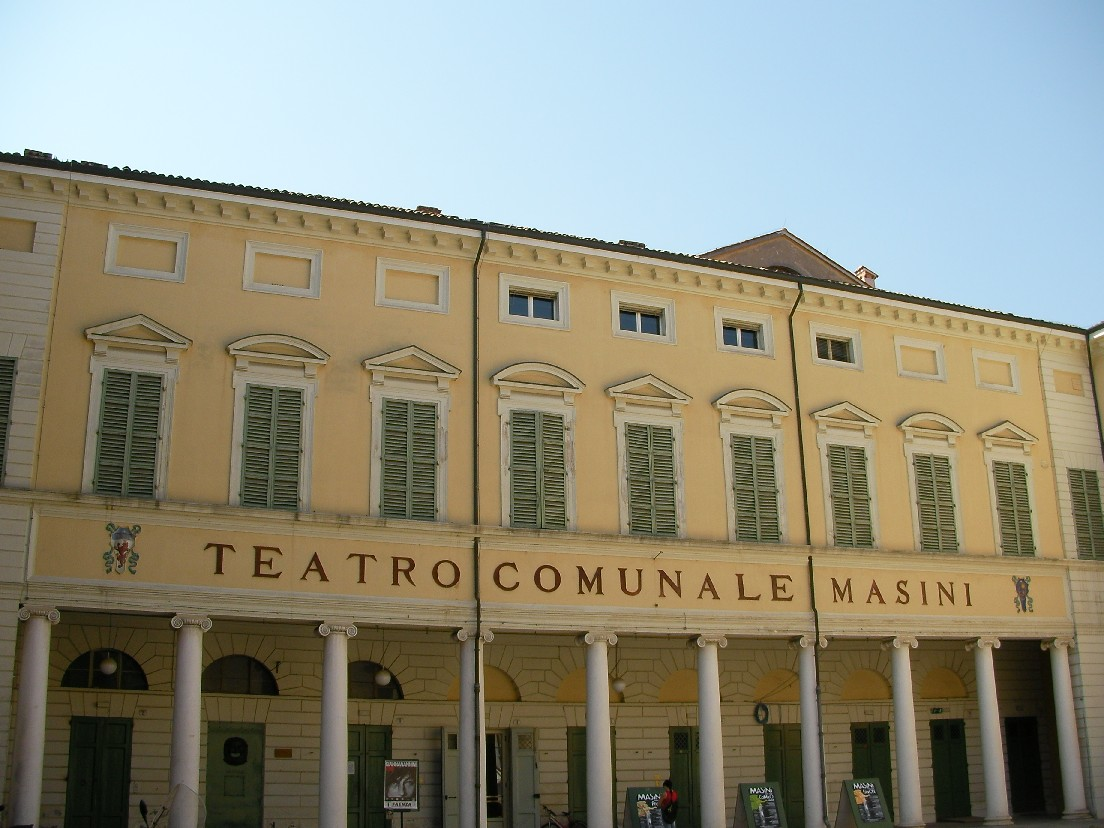
Il teatro Angelo Masini.
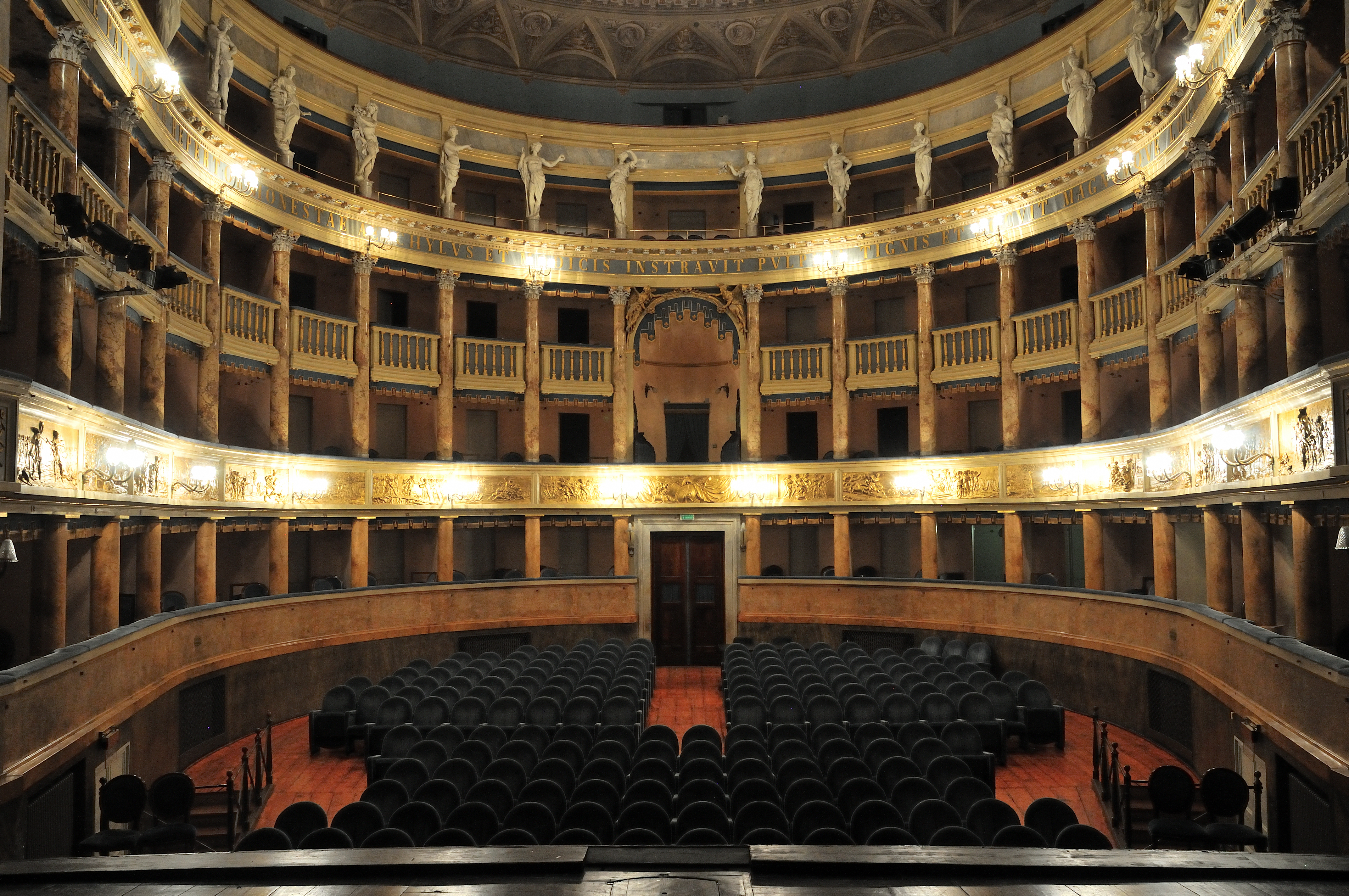
Vista di platea e palchi del Teatro Masini.

#### Palazzi
Di seguito sono elencati i palazzi di rilevante interesse storico-culturale, dal medioevo al periodo neoclassico, nel centro storico di Faenza:
- Palazzo Manfredi, in Piazza del Popolo, oggi sede del Comune. Si tratta di un edificio di origine antica che fu oggetto di diversi interventi di struttura e pianta nel corso degli anni. Il primo di rilievo, in ordine cronologico, è attribuibile ad Astorgio I Manfredi, che nel XIV secolo diede una prima impostazione al palazzo che diverrà, successivamente, sua residenza e dei suoi successori, incluso Carlo II Manfredi, che diede luogo a molti interventi di rinnovo, tra i quali il loggiato. Oggi presenta ancora tracce del passato medievale, tra cui il colonnato, il salone delle bandiere con il soffitto a cassettoni, la cimasa dove sono riportati alcuni blasoni delle più importanti casate cittadine, la bifora[37].Palazzo Manfredi, sede del municipio

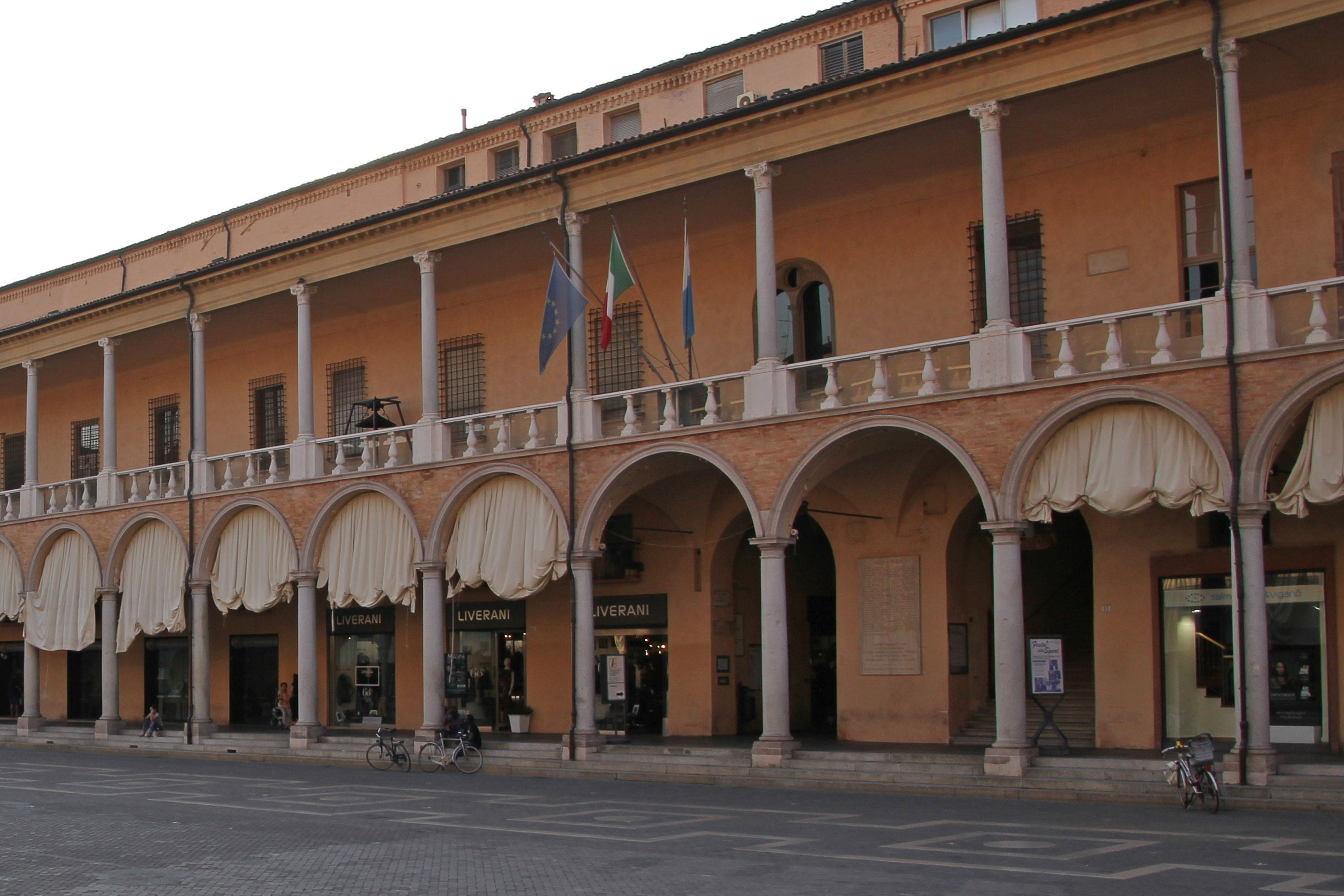
Palazzo Manfredi, sede del municipio

- Palazzo del Podestà, opposto al palazzo del Comune, in quanto rappresentava il terzo potere oltre a quello della Signoria (Palazzo Manfredi) e quello del Popolo (la Piazza). Da cronache dell'epoca si ipotizza che fu ultimato nel 1175 e che nel 1270 venne abbattuta la scala che faceva salire al piano superiore per fare posto al balcone del palazzo detto “dell’arengario”, cioè da dove si arringano le folle[37]. La sala "dell'Arengo" è stata recentemente ristrutturata sulla base di un progetto di riqualificazione comunale. Oggi rimangono intatti i finestroni romanici e la merlatura ghibellina.Palazzo del Podestà

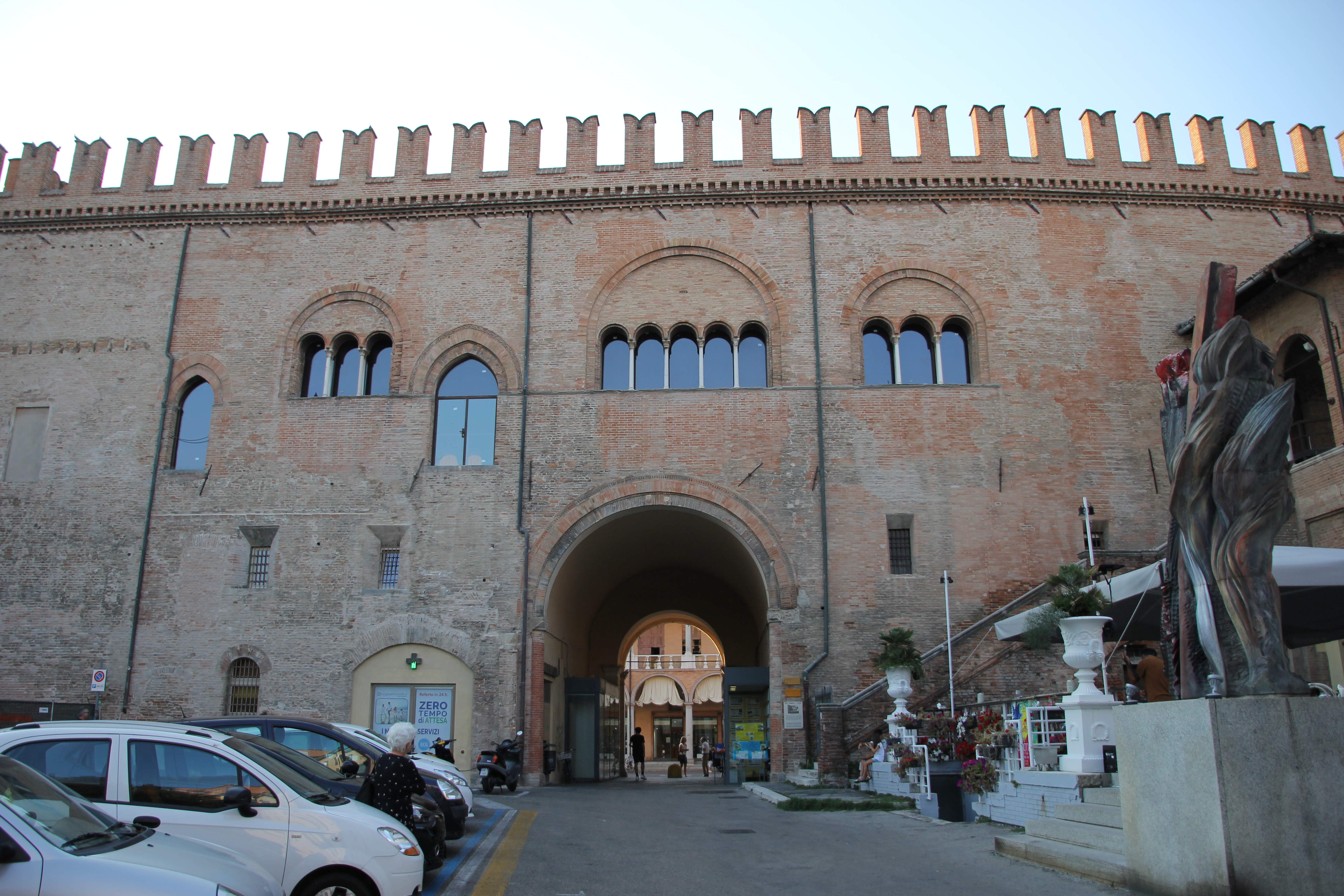
Palazzo del Podestà

- Palazzo Milzetti, in via Tonducci 15, il più importante palazzo neoclassico della regione, con i decori di Felice Giani e l'architettura di Giuseppe Pistocchi. Oggi sede del Museo Nazionale dell'Età Neoclassica.Palazzo Milzetti

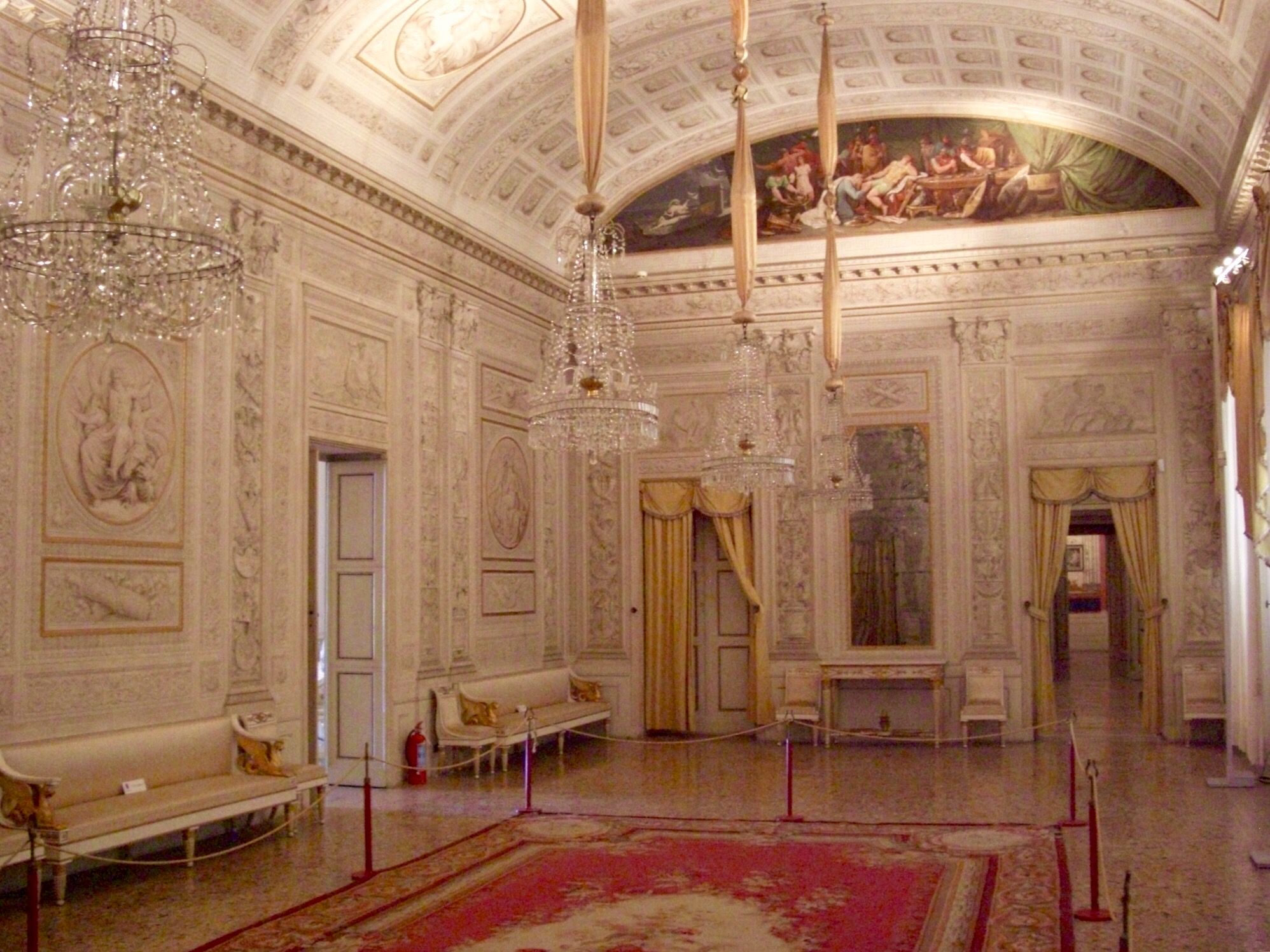
Palazzo Milzetti

- Palazzo Mazzolani, in corso Mazzini 93, enorme e severa mole incompiuta, il palazzo fu iniziato alla fine del XVII secolo, dotato di un atrio monumentale, è stato completato nella parte destra del fronte nel 1933-34, demolendo edifici preesistenti. Oggi ospita la sede dell'ISIA. Nell'androne, nella corte interna e in altri spazi sono ospitati i depositi del materiale archeologico di proprietà dello Stato.
- Palazzo Zauli-Naldi, in corso Matteotti 2, nel XVII secolo venne acquistato da un ramo della famiglia Naldi, dai quali passò, all'estinzione della casata, ai Conti Zauli, da allora Zauli Naldi. Esternamente è caratterizzato da un ampio porticato, detto "loggia della Pagnocca", perché vi veniva distribuito il pane offerto dalla famiglia ai poveri. La parte destra è stata edificata nel 1835 su progetto dell'ingegnere Filippo Antolini.
- Palazzo Ferniani, in via Campidori all'angolo con via Naviglio, fu costruito verso la metà del XVIII secolo dai Conti Ferniani su progetto del faentino Gian Battista Boschi, coadiuvato dal bolognese Alfonso Torreggiani. Nell'angolo del palazzo è posta la bella statua marmorea dell'Immacolata Concezione, opera dei bolognesi Ottavio e Nicola Toselli.
- Palazzo Severoli, sito nella via omonima, costruito dai Conti Severoli, ospita affreschi di Felice Giani.
- Palazzo Cavina, in via Castellani 22, fu costruito intorno al 1740 su progetto di Raffaele Campidori per la famiglia Naldi, acquistato agli inizi del XIX secolo dai Conti Cavina che chiamarono Felice Giani a decorarlo.
- Palazzo Zanelli (poi Pasolini Zanelli), in Corso Mazzini 52, edificato intorno al 1750.
- Palazzo Caldesi, nominato anche impropriamente "Case Manfredi", edificio originario del XV secolo e ristrutturato dalla famiglia Caldesi nel 1778 mantenendo alcune parti nel loro aspetto medievale o rinascimentale. Da evidenziare l'arco gotico (XIV sec.) su via Manfredi, il soffitto a cassettoni nello stesso ambiente, il portico con archi in cotto sul cortile e la soprastante loggetta. Di pregio i fregi cinquecenteschi e le pitture dell’Ottocento: trattasi di quattro tempere di Felice Giani datate 1820 e di una decorazione successiva del pittore faentino Clemente Caldesi[38].
- Palazzo Laderchi, in corso Garibaldi 2, fu commissionato nel 1780 dal Conte Ludovico Laderchi all'architetto bolognese Francesco Tadolini, è sede del Museo del Risorgimento e dell'età contemporanea. Splendidi sono i decori di Felice Giani della "Galleria di Psiche" (1794) e dello "Studiolo d'astronomia" (1797).
- Palazzo Gessi, in corso Mazzini 54, costruito nel 1786 su progetto dell'architetto Giuseppe Pistocchi.
- Palazzo Conti o Conti-Sinibaldi, in corso Mazzini 47, progettato da Giuseppe Pistocchi nel 1786 e con la galleria decorata da Felice Giani.
- Palazzo Cattani, in via Severoli 33, venne ristrutturato nel 1855 dal Marchese Giuseppe Cattani su progetto dell'architetto d'origine ticinese Costantino Galli.
- Palazzo Zucchini, in corso Mazzini 85, commissionato nel 1865 dal Conte Luigi Zucchini, viene realizzato su progetto dell'architetto ingegnere Antonio Zannoni, che rielabora i modelli dell'architettura neoclassica faentina. Il piano terreno è scandito da sei arcate, ai piani superiori sono presenti grandi lesene con capitelli corinzi che inquadrano le finestre e sorreggono un elaborato cornicione che riporta gli stemmi di famiglia.
- Palazzo Gucci-Boschi, in corso Matteotti 8-10, la cui elegante facciata eclettica, che celebra le battaglie del risorgimento di Solferino e San Martino e del Volturno, fu realizzata per i conti Gucci Boschi dall'ing. Achille Ubaldini nel 1867.
- Palazzo Pasolini, in via Severoli 31, angolo via Pistocchi, modificato alla fine del settecento dall'architetto Giuseppe Pistocchi, affrescato nel 1818 da Felice Giani. La facciata è stata rifatta nel 1875.

- Casa Valenti, palazzo del XIX secolo, fu progettato dall'ingegner Luigi Biffi con un'insolita forma neogotica ed è arricchito con pregevoli terrecotte.Casa Valenti

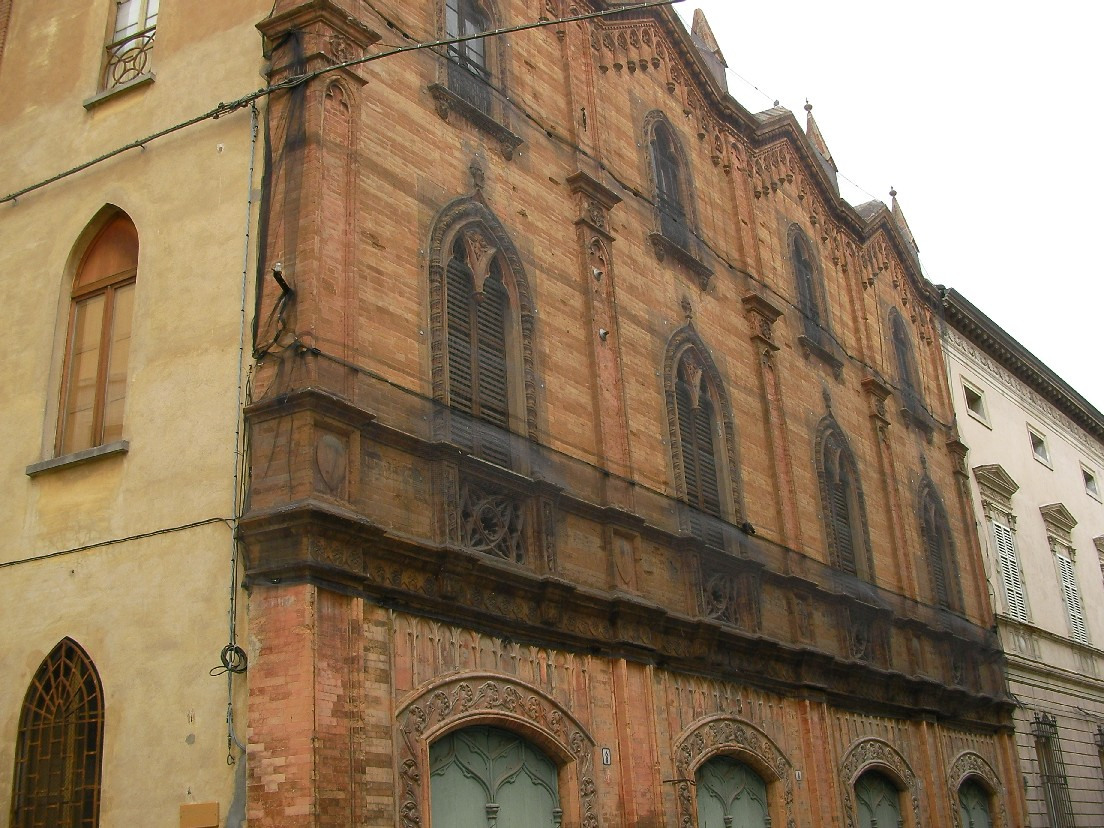
Casa Valenti

- Casa Piani-Pasi, palazzo del 1807 progettato dall'architetto Pietro Tomba.
- Casa Ricciardelli, edificio del XVII secolo.

#### Logge
Le logge e i portici di maggiore interesse nel centro storico sono: 

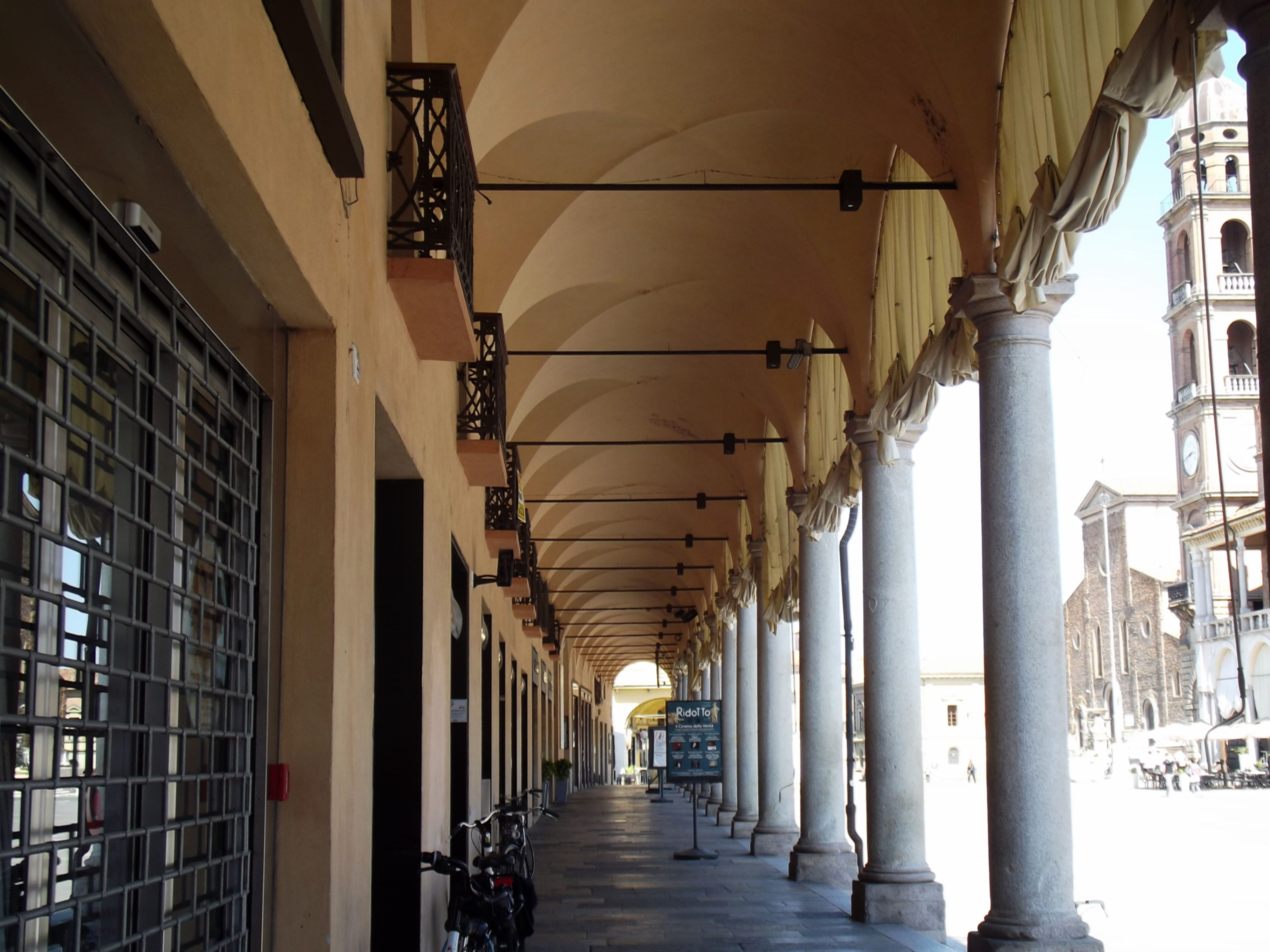
Loggiato (Portico) di Palazzo Manfredi

- Loggiato "dei Magistrati" di Palazzo Manfredi, costruito nel 1470 per opera di Carlo II Manfredi, e successivamente integrato e ricostruito.
- Loggiato di Palazzo del Podestà, di origini settecentesche ma realizzato a imitazione di Palazzo Manfredi.
- Portico dei Signori, o degli Orefici, venne costruito di fronte al Duomo fra il 1604 e il 1611. L'architettura e l'impianto, inclusi gli edifici sovrastanti, sono rimasti pressoché invariati negli anni; al posto degli antichi laboratori artigianali di oreficeria e delle vecchie botteghe nel portico, oggi sorgono negozi moderni, bar e uffici bancari.
- Portico della Pagnocca di Palazzo Zauli-Naldi, realizzato a cura dei fratelli Naldi nel 1629 come ornamento della testata meridionale della piazza e completamento dell'allora rinnovato Palazzo "del Cremonino" di epoca manfrediana.

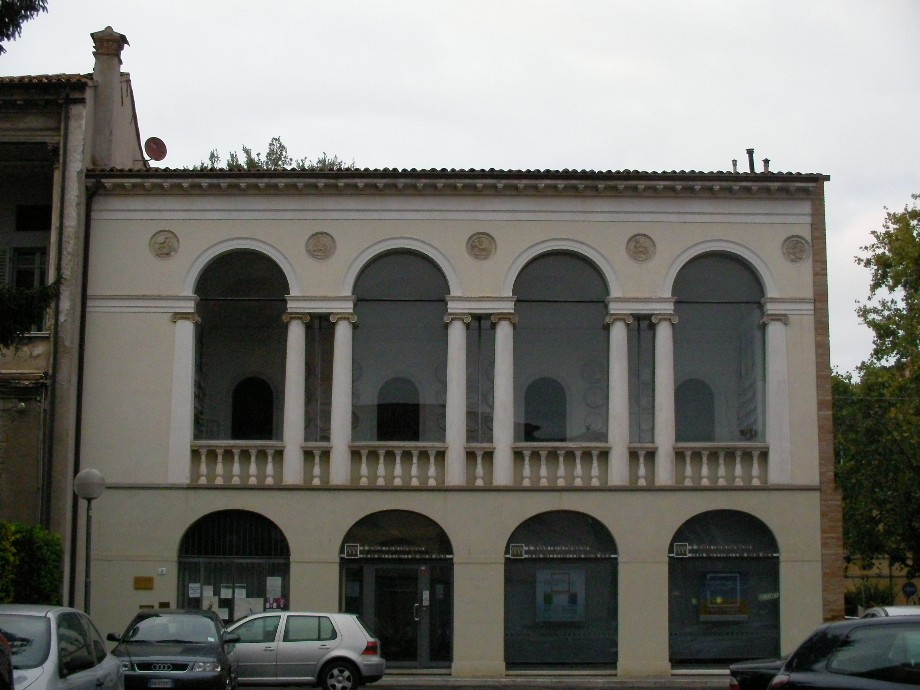
Loggia di Palazzo Bandini-Rossi (Ricciardelli)

- Loggia di Palazzo Bandini-Rossi, o Ricciardelli, si trova in piazza II Giugno. L'antico palazzo venne ristrutturato nel 1840 da Pietro Tomba per i conti Ricciardelli. Fu acquistato nel 1842 dai fratelli Rossi di Castel Bolognese. L'unica cosa che resta del palazzo, abbattuto in seguito ai bombardamenti del 1944, è l'interessante attergato con il fondale a due ordini di logge. Quella superiore presenta l'archeggiatura a "serliana" diffuso da Sebastiano Serlio nel Cinquecento che fu ripreso poi da Pietro Tomba.
- Loggetta del Trentanove, prende il nome dal plasticatore Antonio Trentanove, che fra il 1775 e il 1780 eseguì quattro grandi statue in stucco per le nicchie del porticato pensile che si costituiva il superstite fondale (attergato) del palazzo Bandini-Rossi. La loggia è costituita da dieci "snelle colonne corinzie", simili a quelle interne del Teatro Masini; in quattro nicchie vi sono le statue che simboleggiano gli elementi acqua, terra, aria, fuoco.
- Loggia dei Fantini (Infantini), o Portico della Carità, che affaccia su Corso Mazzini, ricalca nelle architetture rinascimentali il prototipo fiorentino dell'Ospedale degli Innocenti. In origine l'edificio era l'Ospedale Grande, detto "Casa di Dio", per poi divenire nel '400 sede delle Opere Pie che probabilmente vi accoglievano i trovatelli, da cui il nome "Fantini", che sta per "Infantini".

#### Ville
Sulle colline e nelle campagne attorno a Faenza sorgono alcune delle dimore storiche edificate tra il XVIII e XIX secolo dalla nobiltà faentina. Di seguito sono riportate le principali ville ubicate nel territorio comunale di Faenza.
- Villa Conti detta delle "Fabbriche", distrutta dalla guerra, della quale sono rimasti i due propilei ai lati dell'ingresso sulla via Emilia.
- Villa Emaldi detta "Le Tombe", edificata nel XV secolo, poi modificata nel XIX secolo su progetto dell'architetto Modanesi con la realizzazione di un ampio parco con serra neogotica, oratorio e roccolo.[39]
- Villa Ferniani detta "Case Grandi", contenente una vasta raccolta di ceramiche prodotte dalla manifattura Ferniani.
- Villa Gessi, realizzata a Sarna su progetto dell'architetto ingegnere Antonio Zannoni.
- Villa Laderchi detta "Rotonda", costruita tra il 1798 e il 1805 su progetto di Giovanni Antonio Antolini per il conte Achille Laderchi, con affreschi di Romolo Liverani.
- Villa Laderchi al Prato.
- Villa Orestina detta "Inquisitora", edificata dai conti Cattoli nel XIX secolo.
- Villa Pasi, progettata da Pietro Tomba nel 1825 per i conti Pasi.
- Villa Rossi detta "San Prospero", durante la seconda guerra mondiale fu sede di numerose uccisioni compiute dai nazifascisti.

### Architetture militari

#### Mura
Le mura difensive che ancora oggi circondano la città, rimaste parzialmente intatte sia a causa dell'urbanizzazione sia a causa delle guerre, furono erette nel periodo manfrediano tra il 1380 e il 1470, in sostituzione e ampliamento della precedente cinta muraria altomedievale, con uno sviluppo complessivo di oltre 5 km comprendendo anche il Borgo Durbecco. Erano scandite da torrioni (in origine 35, ne restano 26) e da cinque grandi porte, delle quali resta solo quella delle Chiavi. In difesa della città, oltre alle mura cittadine, vennero edificate due torri sul ponte fortificato che collegava la città con il Borgo, le quali in seguito a una piena del Lamone nel 1842 vennero smantellate definitivamente. 

#### Torre di Oriolo

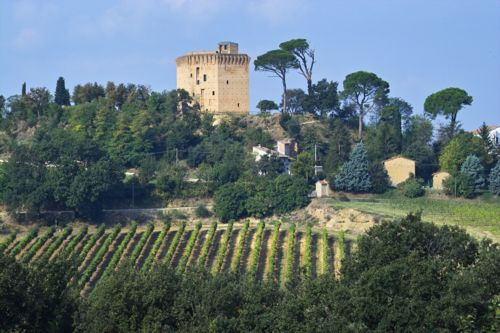
La torre di Oriolo

Presso il borgo collinare di Oriolo dei Fichi, in direzione sud-est, si trova un mastio manfrediano del XV secolo, a pianta esagonale e della tipologia architettonica detta "a doppio puntone".

### Altro

#### Piazze
(Alfredo Oriani, "Vortice", 1899)
Di seguito sono elencate le piazze cittadine di maggiore rilevanza:

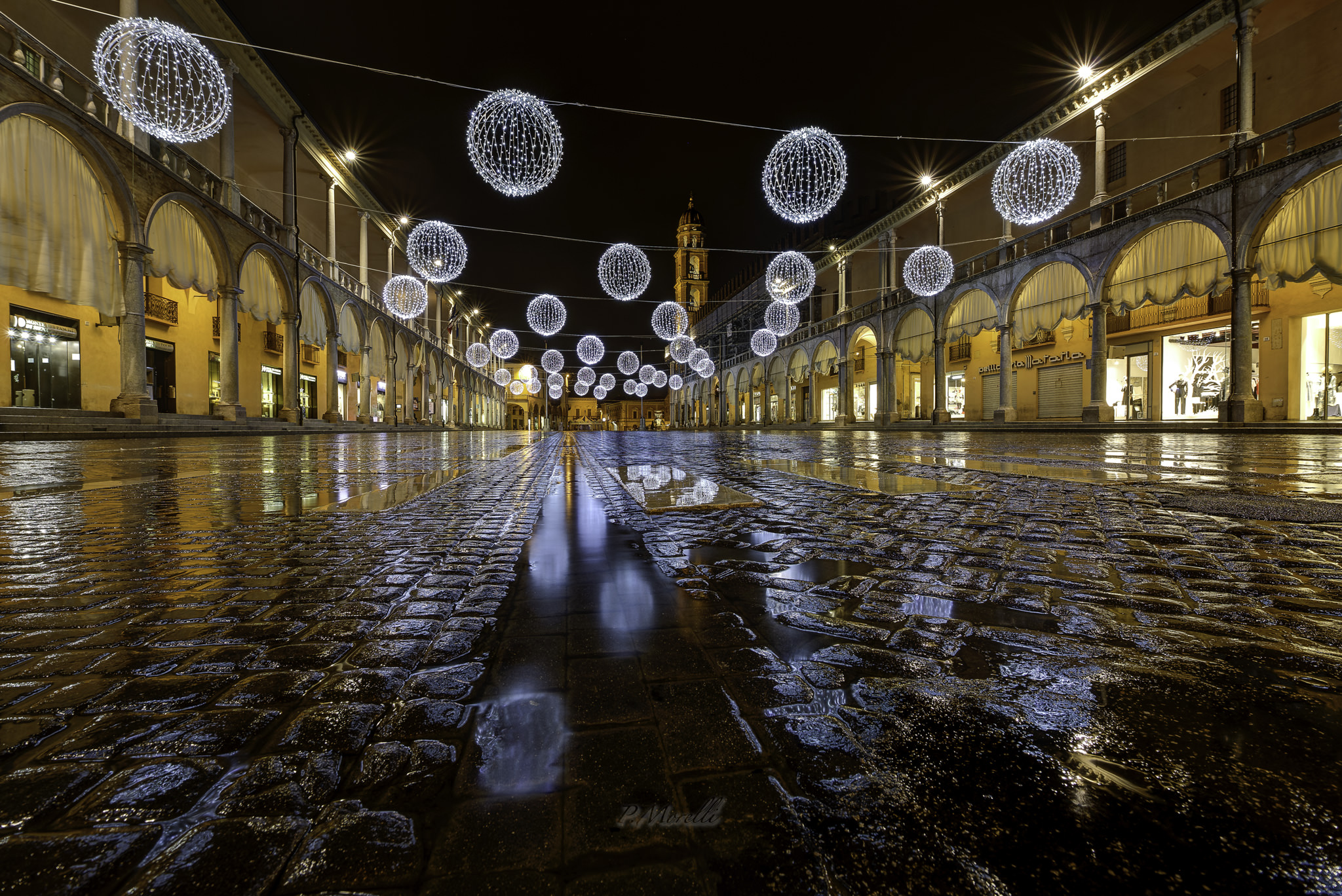
Piazza del Popolo nel periodo natalizio

- Piazza del Popolo: la principale piazza di Faenza, ha cominciato ad assumere la fisionomia odierna nel XV secolo, con la costruzione del loggiato di Palazzo Manfredi, iniziata dopo la trasformazione in signoria dell'antico governo cittadino e con il trasferimento dei Manfredi stessi nel palazzo comunale. Accoglie gli edifici medioevali del Palazzo del Podestà e di Palazzo Manfredi (oggi sede del municipio), e i loro portici ne caratterizzano l'aspetto.

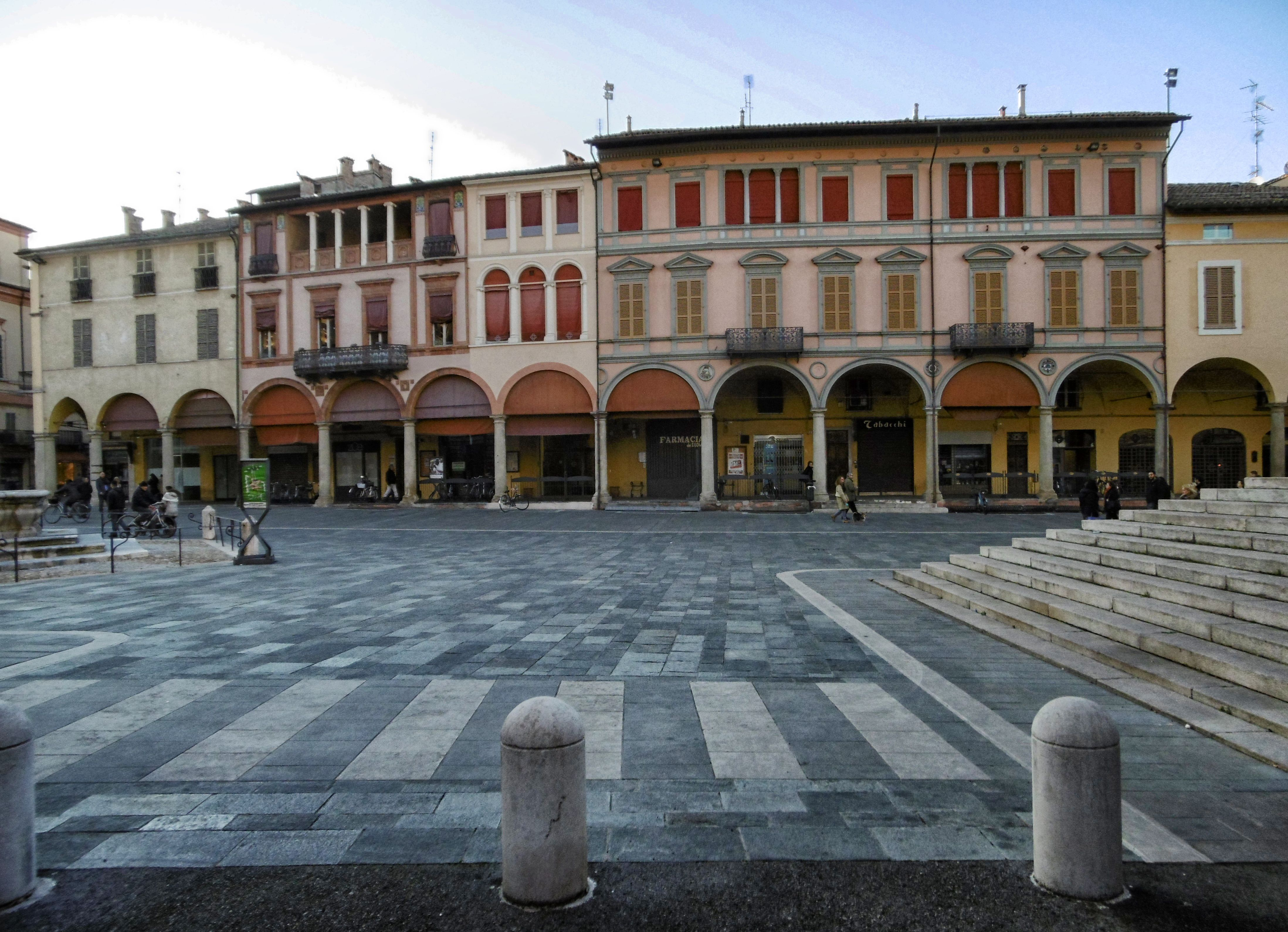
Piazza della Libertà e il portico degli Orefici

- Piazza della Libertà: Seconda piazza di Faenza a fianco di Piazza del Popolo, non ne è fisicamente separata, ma espone tratti architettonici molto diversi. La facciata del Duomo domina su di essa; di fronte vi è il portico degli Orefici e, a lato, la monumentale Fontana maggiore.
- Piazza Nenni (della Molinella): in origine antico cortile interno del Palazzo Manfredi, si accede a essa da via Pistocchi oppure dalla Piazza del Popolo attraversando il Voltone della Molinella, e al suo interno ha sede, oltre ad alcuni uffici comunali ed esercizi commerciali, il Teatro Masini.
- Piazza XI Febbraio: piccola area retrostante il Duomo, caratterizzata dal Seminario Vecchio, progettato da Giuseppe Boschi fra 1783 e 1786, l'oratorio di San Pietro in Vincoli e il Vescovado, con elementi duecenteschi, che attualmente ospita il Museo Diocesano.
- Piazzetta della legna: i tratta di un piccolo slargo adibito anticamente allo scarico della legna, configurato nel suo aspetto attuale nei primi anni '30 con la costruzione dell'allora palazzo delle Poste, un esempio di architettura littoria di Cesare Bazzani, costituito in particolare da una torre sul cui fianco nel 1939 Giuseppe Casalini realizzò una lunetta con in rilievo alcuni versi della "Rivolta ideale" del letterato faentino Alfredo Oriani.
- Piazza II giugno: vuoto urbano creatosi con l'eliminazione del Palazzo Bandini-Rossi, o Ricciardelli, colpito dai bombardamenti del 1944. La piazza è caratterizzata dalla presenza del fondale di Palazzo Bandini-Rossi con la loggetta del Trentanove, l'unica parte superstite dell'edificio, da Palazzo Mazzolani e dall'ingresso di Palazzo delle Esposizioni su Corso Mazzini.
- Piazza Martiri della Libertà: deriva da un grande sventramento operato nel 1937, con la demolizione, per presunte ragioni igienico-sanitarie, degli isolati compresi fra le vie Pescheria e Beccherie. Oggi è adibita a parcheggio (e ad area di mercato) ed è l'area di sosta più vicina alle piazze principali. Nella piazza spiccano il lato di Palazzo del Podestà opposto a Piazza del Popolo e le due opere contemporanee in ceramica di Domenico Matteucci e di Ivo Sassi.
- Piazza San Francesco: spazio con funzioni di sagrato dell'omonima chiesa e parcheggio, al suo interno accoglie un giardino pubblico attrezzato, dove al centro è stato posto il monumento in memoria di Evangelista Torricelli (curiosità sulle proporzioni: l'altezza del barometro è inferiore a quella reale, che deve essere di almeno 76 cm).
- Piazza Rampi: dedicata alla memoria di suor Teresa Rampi, corrisponde al chiostro dell'antico convento di Santa Chiara. Di origini medievali, rimase gravemente danneggiato dalla guerra e dall'incuria postbellica, finché venne demolito negli anni 1950. Sulla via Naviglio fra gli anni '80 e '90 venne realizzato il nuovo palazzo delle Poste progettato da Filippo Monti e contemporaneamente si è proceduto al restauro del chiostro e dei fabbricati adiacenti, oggi sede degli uffici dell'Anagrafe comunale. La fisionomia del chiostro è stata mantenuta chiudendo il portico con vetrate al fine di mantenerlo visibile.
- Piazza San Domenico: grande spazio, un tempo adibito a orti cittadini, oggi in parte a sagrato, in parte a verde e in parte a parcheggio. Nel retro di palazzo Rossi, adiacente all'attuale piazza, è visibile la Rotonda Rossi, edificata nell'ex orto del convento, progettata da Costantino Galli nel 1830 e originariamente utilizzata come belvedere e ghiacciaia.
- Piazza Fratti: corrispondente all'area a fronte della demolita Porta Montanara, è caratterizzata dalle intatte mura cittadine, dallo sferisterio e dall'ingresso di Viale Stradone.
- Piazza Santa Lucia: prende il nome da un antico convento di suore, si tratta di allargamento del Corso Matteotti nel punto di immissione tra via Castellani e via Minardi. Si contraddistingue per la facciata di Palazzo Tassinari e la chiesetta di Santa Margherita.
- Piazza Fra Saba da Castiglione: slargo laterale a Corso Europa nel Borgo Durbecco, oggi adibito a parcheggio e a sagrato della chiesa della Commenda.
- Piazza Santa Maria Foris Portam: sagrato dell'attuale chiesa di Santa Maria Vecchia e spazio antistante.
- Piazza Sant'Agostino: sagrato della chiesa di Sant'Agostino.
- Piazza Penna: antico sagrato della soppressa chiesa di San Giacomo della Penna.
- Piazza San Rocco: sagrato dell'omonima chiesa antistante.

#### Borgo Durbecco

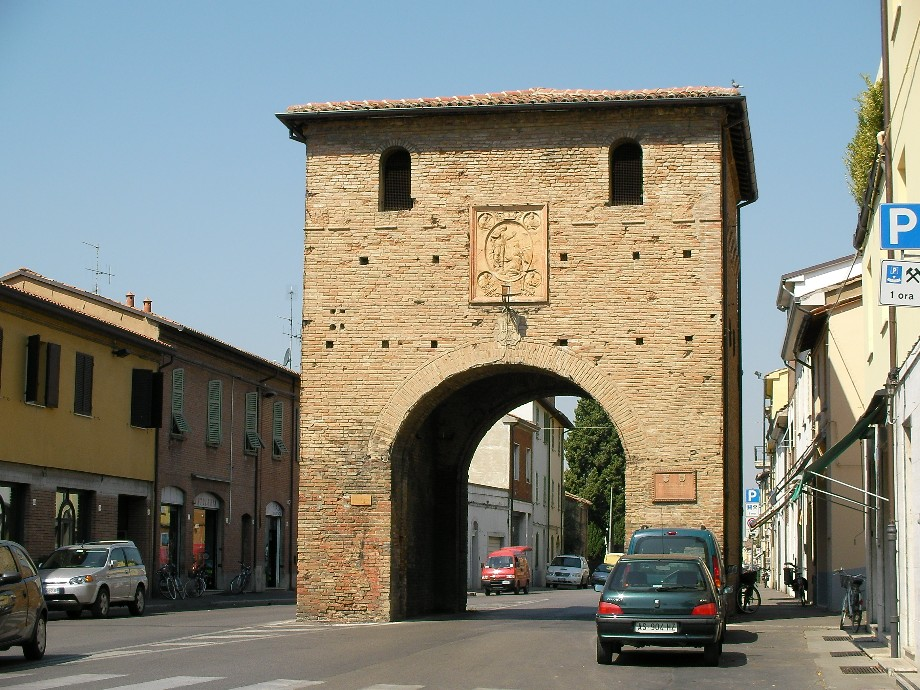
La Porta delle Chiavi

Il Borgo, espansione esterna dell'abitato di Faenza, si trova ad est delle mura della città, al di là del fiume Lamone. I primi insediamenti risalgono all'XI secolo. Tra i maggiori monumenti vi sono la chiesa della Santissima Annunziata, la chiesa di Sant'Antonino, la chiesa della Commenda e la cinquecentesca Porta delle Chiavi, unica superstite delle porte urbane, denominata così in seguito al dono delle chiavi della città a Papa Pio IX nel 1857.

### Siti archeologici
Le tracce della Faenza romana oggi non sono visibili direttamente, in quanto l'urbanizzazione delle epoche successive ha portato a una completa sovrapposizione edilizia. I reperti ritrovati in seguito agli scavi archeologici presso i siti di ritrovamento sono stati tuttavia recuperati, catalogati e raccolti. Il percorso di visita dei siti e dei reperti è gestito dal Servizio Musei dell'Unione della Romagna Faentina.

#### Esposizione archeologica di palazzo Mazzolani

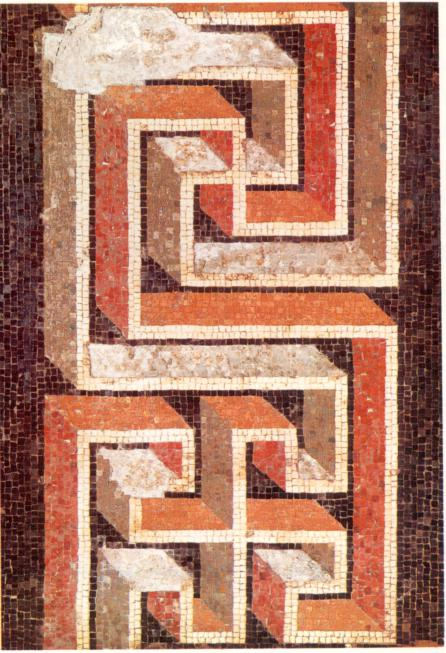
Uno dei pavimenti a mosaico esposti nella raccolta archeologica

Nella corte di Palazzo Mazzolani è stata allestita una selezione dei più importanti pavimenti rinvenuti nel corso di scavi archeologici della Faenza romana. L’arco cronologico di realizzazione di questi mosaici copre un periodo dal I al VI secolo d.C. Nella Faventia romana erano presenti domus di vasta estensione, caratterizzate dalla presenza di mosaici estremamente raffinati. Il complesso dei materiali conservati a Palazzo Mazzolani è estremamente interessante e copre un arco cronologico vastissimo, che va dalla preistoria alla tarda antichità.

### Aree naturali

#### Parchi e giardini
Faenza è una città verde: il centro cittadino presenta un elevato numero di parchi e giardini pubblici, alcuni dei quali in pieno centro storico. Il Parco Bucci, esteso per più di 8 ettari, oltre a essere allestito con sentieri, collinette, laghetti e ruscelli, vanta la presenza di numerose specie di piante e di animali che circolano liberi per tutta l'area del parco.

## Società

### Evoluzione demografica
Abitanti censiti

### Etnie e minoranze straniere
Al 31 dicembre 2023 gli stranieri residenti nel comune sono 6 483, ovvero il 12,68% della popolazione.
Di seguito sono riportati i gruppi più consistenti:
1. Albania, 1 012
2. Romania, 998
3. Marocco, 969
4. Moldavia, 826
5. Senegal, 508
6. Ucraina, 346
7. Cina, 222
8. Polonia, 208
9. Nigeria, 160
10. Tunisia, 129

### Lingue e dialetti
Faenza è legata alle sue radici culturali romagnole, e in particolare al suo dialetto. Assieme a Forlì condivide la fama di sede del dialetto romagnolo tipico della Romagna centro-occidentale, anche se fra i due centri vi sono significative differenze. Difatti in questo territorio perfino fra due frazioni separate da pochi chilometri di strada possono riscontrarsi differenze di termini e accenti. La lingua tende a perdere questa o quella peculiarità a mano a mano che ci si allontana dal nucleo centrale.
A Faenza ha sede la Filodrammatica "A. P. Berton", una delle prime filodrammatiche d'Italia, fondata nel 1883. È un'associazione estremamente attiva dal punto di vista teatrale, rinomata in particolare per le commedie in dialetto romagnolo. Dal 1994 ha una sede stabile: il teatro dei Filodrammatici.

### Religione
Faenza è sede di una diocesi della Chiesa cattolica.
La patrona di Faenza e della Diocesi è la Beata Vergine delle Grazie.
La fede nella Santa Patrona nasce dall'apparizione della Vergine, invocata da una devota, Giovanna, durante la peste del 1412. Nell'iconografia la Madonna è raffigurata con le braccia levate in alto mentre impugna sei frecce infrante, evocazione della pestilenza estinta per la sua intercessione. La sacra immagine fu affrescata come ex voto su una parete (in muro sub pontile) della Chiesa di San Domenico. Il 12 maggio 1420 fu consacrata, all'interno della chiesa, una cappella dedicata alla Vergine. Da allora la seconda domenica del mese di maggio è la Festa della Madonna delle Grazie (attualmente la ricorrenza è stata anticipata al sabato). Nel 1631, in occasione di una nuova epidemia di peste, l'immagine fu incoronata. 

Dal 1762 la Madonna delle Grazie è venerata nel Duomo, in un altare marmoreo a lato del presbiterio. Nell'aprile 1781 uno sciame sismico colpì Faenza. La prima forte scossa fu avvertita la sera del 4 aprile; altre ne seguirono. I faentini offrirono alla Vergine le chiavi della Città in atto simbolico di sottomissione. Tutte le repliche della prima scossa furono di minore intensità, ragion per cui il 20 maggio 1781 il municipio istituì il 4 aprile come giorno di festa. La città elesse la Vergine delle Grazie come patrona. 

Il 25 marzo 1931 la sua nomina a patrona principale della città e della diocesi fu approvata da Papa Pio XI, che la volle nuovamente incoronata a suo nome. Nel 1985 la cappella della Madonna fu dichiarata Santuario diocesano dal vescovo Francesco Tarcisio Bertozzi.

### Tradizioni e folclore

#### Palio del Niballo
La quarta domenica di giugno si disputa il Palio del Niballo, rievocazione storica, vanto e orgoglio della città, avviata nel 1959 ispirandosi alle giostre medievali faentine, che vede la sfida fra i cinque rioni cittadini. Questo avvenimento è accompagnato nelle settimane antecedenti dalla Bigorda e dalle gare delle bandiere e dei musicanti.
La manifestazione manfreda fa parte della FIGS (Federazione Italiana Giochi Storici). La piazza faentina ha sfornato molti campioni, sia sbandieratori sia cavalieri, che hanno gareggiato a livello nazionale.
Altre manifestazioni collaterali si sono affiancate col passare degli anni alla gara vera e propria del Palio, portando alla definizione del mese di giugno come "Mese del Palio". Nel calendario delle manifestazioni si citano in particolare:
- Torneo della Bigorda d'Oro: chiamato anche "Palio dei giovani", in quanto analogo nelle caratteristiche del Palio principale eccetto per la giovane età dei cavalieri, ha luogo il sabato che precede la seconda domenica di giugno.
- Torneo degli Alfieri Bandieranti: nella sera del terzo sabato di giugno in Piazza del Popolo si disputano le varie gare del Torneo degli Alfieri Bandieranti (comunemente detti Sbandieratori) fra i cinque rioni cittadini.
- Nott de bisò: nella sera del 5 gennaio si celebra la «Nott de bisò», altro avvenimento organizzato dal Comitato Palio che ogni anno attira centinaia di visitatori. Alle 19:00 della sera nel centro della piazza viene allestito un grande pupazzo raffigurante il condottiero cartaginese Annibale (il «Niballo»), acerrimo nemico di Roma che i Faentini combatterono assieme all'Urbe nella Seconda guerra punica. Per l'occasione il Niballo è vestito coi colori del rione che ha vinto il Palio dell'anno precedente. A mezzanotte in punto gli si dà fuoco. Il punto della piazza in cui cade la testa del Niballo indica il rione favorito per la conquista del Palio dell'anno in corso. I rioni sono protagonisti di questa notte spettacolare, con i loro "Bisò" (nome locale del vin brulé, ciascuno con una ricetta particolare), sfamando il pubblico con polenta ben condita. La prima edizione si è tenuta il 31 dicembre 1964; dal 1969 si tiene il 5 gennaio[57].

#### Lòm a Mêrz
Tra l'ultimo fine settimana di febbraio e il primo di marzo si tiene la rievocazione dei tradizionali "fuochi di marzo", tipici del folclore romagnolo, quando si bruciavano i rami secchi e i resti delle potature per propiziare una buona annata per i campi e le coltivazioni.

## Cultura

### Archivi e biblioteche

#### Biblioteca Comunale Manfrediana

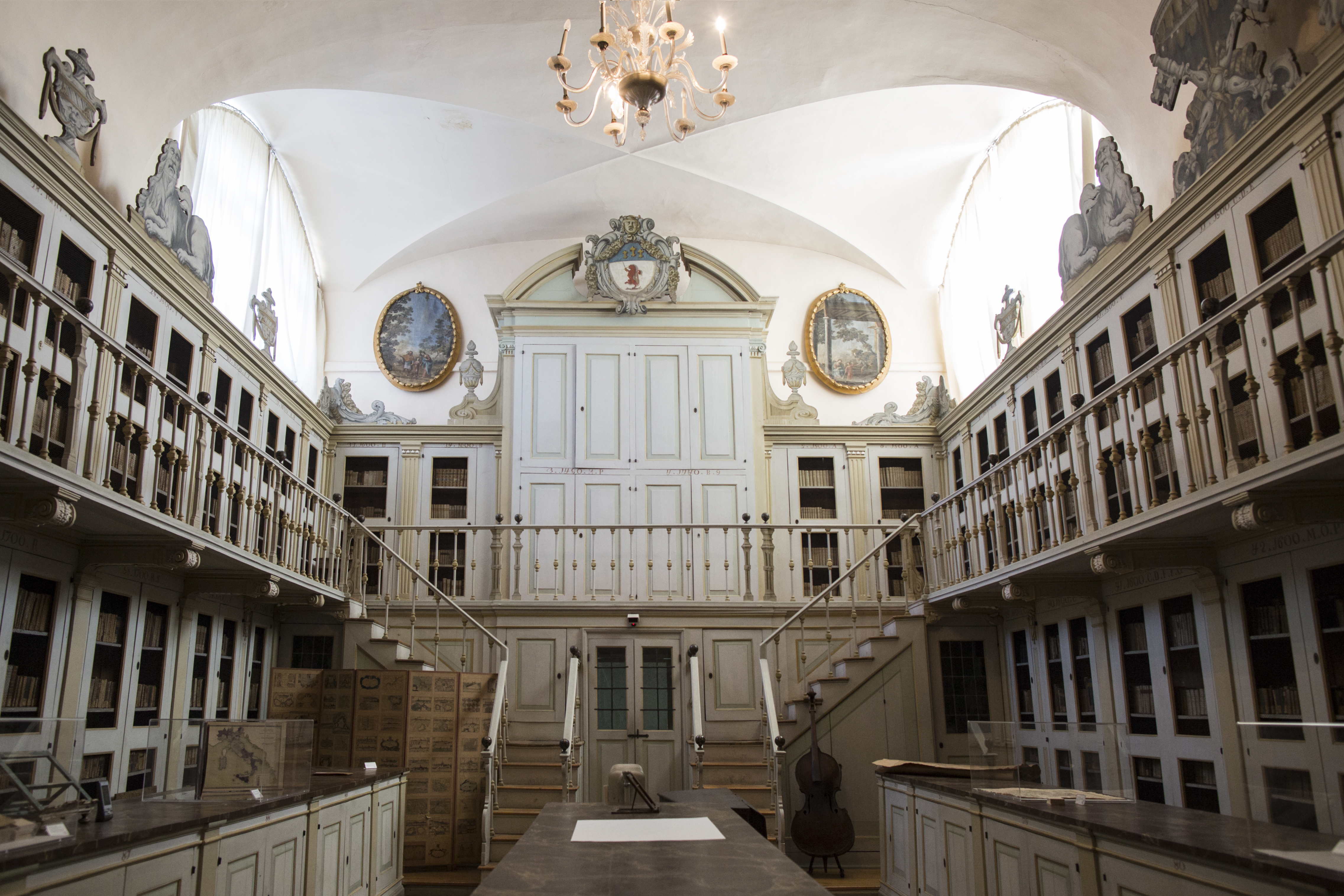
Biblioteca Manfrediana - Sala del Settecento

La Biblioteca Comunale di Faenza ha sede nell'ex-convento dei Servi di Maria, adiacente all'omonima chiesa sconsacrata nel 1954. Il primo nucleo librario risale al tempo delle soppressioni napoleoniche delle Corporazioni religiose (1797). Nel 1804 l'abate Zannoni, divenuto bibliotecario a vita, arricchì la biblioteca dei suoi fondi personali: edizioni di classici greci e latini, opere d'antiquariato e di pregio.
Superato il dominio napoleonico, la biblioteca venne aperta ufficialmente al pubblico il 25 novembre 1818. L'Aula Magna si trova al primo piano. Allo stesso piano è l'aula di maggior pregio architettonico: la "Sala settecentesca", dotata di scansie laccate, eseguite nel 1784. Ebbe la funzione di archivio notarile cittadino, fino al 1923, quando gli atti furono trasferiti in altra sede. Nella biblioteca sono conservati numerosi fondi, tra i quali sono da annoverare: il fondo dei conti Zauli Naldi, raccolto da mons. Domenico Zauli, il fondo filosofico donato da mons. Vincenzo Poletti, il fondo donato da mons. Carlo Mazzotti, le raccolte dei disegni di Romolo Liverani e di Domenico Rambelli, il fondo dei disegni di Giuseppe Pistocchi, la più ricca collezione di scatole di fiammiferi di epoca Liberty presente in Italia (circa 35.000 esemplari), il Codice 117 (Bonadies), manoscritto musicale del '400.
Secondo una leggenda nata nel medioevo, all'interno del pozzo presente nel piazzale, si celerebbe un basilisco.

#### Polo Archivistico Faentino
Il Polo Archivistico di Faenza, sezione dell'Archivio di Stato di Ravenna, è un istituto che conserva milioni di documenti che raccontano la storia del territorio, dall’Alto Medioevo fino ai giorni nostri. 

#### Archivio Fototeca Manfrediana
L'archivio storico Fototeca Manfrediana dispone di una collezione di circa diecimila immagini storiche di Faenza. Dal 2010 è gestito dall'associazione di promozione sociale Fototeca Manfrediana A.P.S. - E.T.S. 
La fototeca si occupa di archiviazione e recupero di materiale fotografico riguardante la città e i suoi dintorni, documentando i cambiamenti sociali, urbanistici e culturali dal 1860. L'associazione promuove la diffusione e la pratica della fotografia sul territorio faentino e organizza mostre e concorsi. Le fotografie facenti parte dell'archivio storico sono rese disponibili attraverso un portale web.

### Ricerca

#### Parco Scientifico e Tecnologico Torricelli
Il Parco Torricelli delle Arti e delle Scienze Faventia costituisce un polo internazionale per lo sviluppo, ricerca e innovazione dei materiali (in particolare: ceramici, compositi, inorganici, ibridi, polimerici, massivi, porosi, laminari, multifunzionali, nano-strutturati), efficienza energetica, transizione energetica, economia circolare e sostenibilità ambientale. 
È sede del Tecnopolo di Ravenna e Faenza, parte della rete Alta Tecnologia - Regione Emilia Romagna. 
Sono incluse competenze sulle tecnologie, i processi e le tecniche di caratterizzazione dei materiali volti alla innovazione e alla loro industrializzazione tenendo conto dell’eco-design in un’ottica di economia circolare. Sono presenti inoltre un laboratorio che realizza prototipazione in ambito meccanico e ICT, laboratori di ricerca e formazione e un incubatore per neo imprese.
A fine 2022 nasce formalmente il C-Hub, tavolo di coordinamento tra istituzioni, imprese e laboratori di ricerca per la promozione delle competenze di ricerca e professionalità nel comparto dei materiali innovativi, compositi e ceramici, a livello nazionale e internazionale. 

### Scuole
Nel territorio comunale sono presenti 9 indirizzi di scuola primaria di primo grado e 7 indirizzi di scuola secondaria di primo grado. Tra le scuole secondarie di secondo grado e gli istituti professionali, sono menzionabili:
- Liceo "Torricelli-Ballardini"
- Istituto Tecnico e Professionale statale "Luigi Bucci"
- Istituto Tecnico statale "Alfredo Oriani"
- Istituto Professionale statale "Persolino-Strocchi"
- Liceo paritario "S. Umiltà"
- Istituto Professionale paritario "Ugo Foscolo"

### Università
A Faenza sono presenti 4 indirizzi universitari o di corrispettivo livello.
L'Istituto superiore per le industrie artistiche di Faenza è uno dei quattro presenti in tutta Italia. È un istituto statale di alta formazione che si occupa della ricerca e sperimentazione nel settore del disegno industriale. Gli ISIA fanno parte del comparto AFAM, sotto l'egida del Ministero dell'istruzione, dell'università e della ricerca.
Sono presenti inoltre alcune sedi dell'Università di Bologna del Campus di Ravenna:
- Dipartimento di Chimica Industriale "Toso Montanari", che ospita un corso di laurea in Chimica e tecnologie per l'ambiente e i materiali e un Master di primo livello in materiali compositi
- Facoltà di Agraria, in località Tebano, che ospita un corso di laurea in Viticoltura ed Enologia
- Facoltà di Medicina e Chirurgia, che ospita un corso di laurea in Infermieristica e un corso di laurea in Logopedia

### Musei
Faenza offre un vasto archivio storico e culturale tra musei e gallerie d'arte.

#### Museo Internazionale delle Ceramiche (MIC)
Il MIC, grazie alla rilevanza internazionale, le esposizioni, i convegni e gli eventi, è stato accolto dal Club UNESCO di Forlì con il titolo di “Espressione dell’arte ceramica nel mondo” e inserito tra i "Monumenti testimoni di una cultura di pace" secondo il programma dell'organizzazione lanciato nell’anno 2000, anno per la Cultura di Pace.
Fu fondato nel 1908 da Gaetano Ballardini, che 8 anni più tardi fonderà l'Istituto Statale d'Arte per la Ceramica G. Ballardini ora a lui dedicato. Fra le personalità che fecero parte del comitato istituito dal Ballardini a sostegno della nascita del museo vi fu anche il forlivese Tito Pasqui.
Il museo è diventato un importante centro culturale di ricerca e di documentazione per la ceramica di tutto il mondo e può proporre al pubblico un'ampia campionatura di quanto è stato prodotto dall'antichità classica fino all'epoca moderna. Il percorso prende avvio con le ceramiche precolombiane, proposte con il supporto di una raffinata didattica, cui seguono quelle dell'antichità classica dalla preistoria all'epoca romana - e quindi i manufatti provenienti dall'Estremo Oriente (Cina, Giappone, Corea) e dal Medio Oriente. Al piano superiore del vecchio quadrilatero è presentata l'evoluzione delle ceramiche di Faenza dal Basso Medioevo al Rinascimento, che può essere messa a confronto con la produzione del Rinascimento italiano, ripartita per le varie regioni.

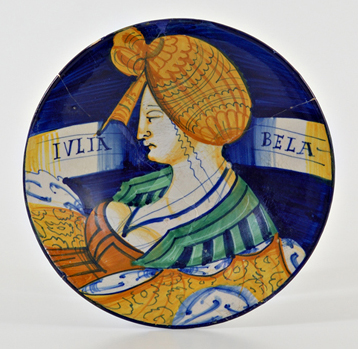
Piatto fine sec. XV "Giulia Bella"

Una sezione illustra i successivi sviluppi della ceramica italiana dal Seicento all'Ottocento, dove è possibile ammirare le settecentesche ceramiche faentine della manifattura dei Conti Ferniani, mentre nella Sala Europa si può ammirare una selezione dei prodotti delle principali manifatture europee. Di notevole interesse è il presepe Zucchini, esposto in una sala apposita, raro esempio di presepe monumentale faentino ottocentesco realizzato per la famiglia dei Conti Zucchini dallo scenografo Romolo Liverani. Il Museo non si rivolge solo alle ceramiche del passato, ma è attento a quanto ancora oggi si produce nel settore. Ecco allora i vasti spazi dedicati al contemporaneo che prende le mosse dalle opere dei Premi Faenza, un concorso internazionale che si celebra dal 1938. La sezione accoglie, oltre ad una selezione di designer, anche capolavori di artisti universalmente riconosciuti come Picasso, Matisse, Georges Rouault, Fernand Léger, Chagall, Salvatore Fancello, Lucio Fontana, Leoncillo, Alberto Burri, Arturo Martini, Fausto Melotti, Ugo Nespolo, Enrico Baj, Arman, Sebastian Matta. Infine, nella nuova sala conferenze, il visitatore può accedere a una multivisione sulla genesi del Museo.
Il MIC è stato riconosciuto dal 2011 come "Espressione dell'arte ceramica nel mondo” dal Club UNESCO Forlì.

#### Museo Nazionale dell'Età Neoclassica in Romagna

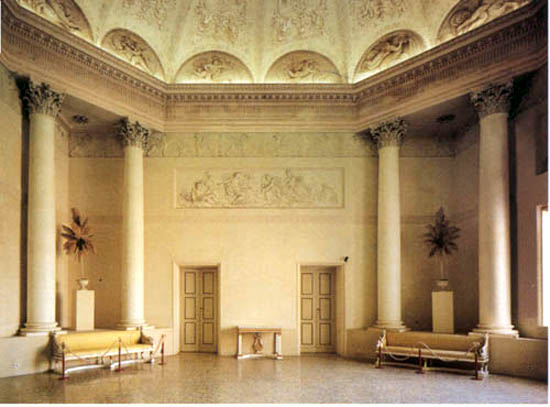
Ingresso di Palazzo Milzetti

In età neoclassica, architetti come Giuseppe Pistocchi, Giovanni Antonio Antolini, Pietro Tomba e artisti come Felice Giani e i suoi seguaci, lo scultore Antonio Trentanove, Giovan Battista Ballanti Graziani, furono artefici di una profonda trasformazione culturale della città. Palazzo Milzetti (poi Rondinini) rappresenta l'esito senza dubbio più alto del neoclassismo faentino, per la straordinaria integrazione tra l'architettura, la decorazione e l'arredo, permettendo di restituire ai visitatori l'esperienza della vita della nobiltà faentina dell'inizio del XIX secolo.
Il palazzo fu acquistato nel 1973 dallo Stato italiano, ed è stato aperto al pubblico nel 1979, dopo un lungo e accurato restauro.

#### Pinacoteca

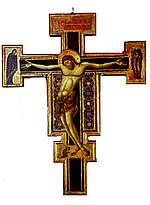
Crocifisso ligneo del maestro dei Crocifissi Francescani (sec. XIII) conservato nella pinacoteca comunale

La Pinacoteca Comunale ha origine nel 1797, quando l'amministrazione comunale acquistò un'importante collezione di stampe, disegni, gessi e dipinti dall'artista Giuseppe Zauli, cui ben presto si aggiungessero altre opere d'arte, provenienti dai conventi e dalle chiese soppressi in forza delle leggi napoleoniche. Essa venne aperta al pubblico nel 1879, nell'ex convento dei Gesuiti, poi chiamato Palazzo degli Studi e sede del Liceo ginnasio statale Evangelista Torricelli. Da allora, e fino ai nostri giorni, il patrimonio artistico è stato notevolmente aumentato da ricche donazioni di privati, da depositi di Enti pubblici, dai reperti archeologici emersi a seguito delle attività edilizie.
Tra le opere più importanti esposte: Madonna con bambino e S. Giovanni in terracotta di Alfonso Lombardi; Madonna col bambino e i santi Michele e Andrea del Palmezzano; S. Girolamo, di Donatello (una delle poche statue in legno dell'artista), San Giovannino di Benedetto da Maiano, Madonna col bambino, Angeli e i Santi Domenico, Andrea, Giovanni Evangelista e Tommaso d'Aquino di Biagio d'Antonio, Madonna con il Bambino, putti musicanti, San Giovanni Evangelista e il Beato Giacomo Filippo Bertoni del Maestro della Pala Bertoni; Fiori, uva e due Uccelli di Francesco Guardi; Cane e sporta di Arcangelo Resani; Le Rive della Tessaglia di Giorgio de Chirico (1926); Natura morta di Giorgio Morandi (1953).

#### Museo del Risorgimento e dell'età contemporanea
Inaugurato nel 1904 e dal 2009 allestito nel piano nobile del restaurato Palazzo Laderchi, il Museo del Risorgimento e dell'età contemporanea di Faenza offre una raccolta di cimeli e documenti che riguardano personaggi ed eventi storici di Faenza e dintorni a partire dal 1790, data dell'arrivo delle truppe napoleoniche in città, passando per l'Unità d'Italia, fino al 1945.

#### Museo Civico di Scienze Naturali
Il Museo Civico di Scienze Naturali "Malmerendi" nasce formalmente nel 1980, dopo la scomparsa del geometra faentino Domenico Malmerendi, dal giorno in cui la sua collezione ornitologica ed entomologica diviene a tutti gli effetti proprietà pubblica. Ospitando inoltre una raccolta di fauna a mammiferi e una sezione abiologica con fossili e minerali, attualmente risulta essere l'Istituto scientifico naturalistico più importante e ricco della provincia. L'edificio museale sorge al centro di un'ampia area verde di oltre 12.000 metri quadrati di superficie, un tempo impiantata a vivaio e oggi trasformata in giardino botanico.

#### Musei d'arte contemporanea
- Museo all'aperto di opere d'arte contemporanea: si presenta con oltre 70 opere allestite all'aperto e negli spazi di accesso pubblico, fra ceramiche, sculture, bassorilievi, altorilievi ecc. che documentano cronologicamente l'evoluzione dei vari stili e l'intreccio fra artisti quali Rambelli, Matteucci, Biancini, Spagnulo, Nagasawa, Sottsass, Zauli, Sartelli, Stahler, Bombardieri e molti altri. Nel sito del Comune è disponibile una catalogazione completa delle opere con la relativa geolocalizzazione.
- Museo Settore Territorio: collezione d’arte contemporanea allestita nei locali del Palazzo Comunale di via Zanelli.

#### Altri musei
- Museo Torricelliano: raccolta dei materiali dello scienziato Evangelista Torricelli. [78]
- Museo diocesano d'arte sacra: museo di arte sacra. [79]
- Museo Carlo Zauli: museo laboratorio del ceramista Carlo Zauli.
- Museo di San Francesco: sezione della chiesa omonima e testimonianza del tardo barocco faentino.
- Museo Bottega Gatti: museo di opere del ceramista Riccardo Gatti. [80]
- Museo Tramonti: casa-museo dell'artista Guerrino Tramonti. [81]
- Museo dell'Ospedale e Chiesa di S. Giovanni di Dio: chiesa con dipinti del settecento di Giovanni Gottardi, annessa all'Ospedale degli Infermi, con sala museale attigua. [82]
- Museo e Osservatorio Sismologico Comunale "R. Bendandi": osservatorio e biblioteca del sismologo Raffaele Bendandi.
- Museo Goffredo Gaeta: museo ricavato dallo studio-laboratorio del ceramista Goffredo Gaeta. [83]

### Media

#### Stampa
- (dal 1845) "Lunêri di Smémbar", probabilmente il più vecchio lunario d’Italia tra quelli esistenti[84]; ancora oggi è tra i calendari più acquistati dai romagnoli[85]
- (dal 1899) "Il Piccolo", settimanale diocesano
- (dal 1996) "Sette Sere", settimanale

#### Radio
- Radio RCB[86]

#### Televisione
- Tele1, storica emittente locale e regionale, dal 2014 di proprietà dell'imolese Di.TV[87]

### Arte

#### Ceramica
Faenza è storicamente e internazionalmente nota per la produzione di ceramica artistica. Il toponimo stesso della città è diventato sinonimo di ceramica (maiolica) in molte lingue, tra cui il francese faïence e l’inglese faience. Le prime fabbriche ceramiche nacquero a Faenza nel I secolo a.C.. A favorire la produzione di ceramica sono state probabilmente le caratteristiche dei tipi di argille reperibili nelle acque del fiume Lamone. Tuttavia Faenza diverrà celebre per le sue ceramiche nel corso del Rinascimento. La ceramica di Faenza è la cosiddetta maiolica (o “faenza smaltata”), ovvero ceramica dotata di un rivestimento vetroso opacizzato con l’ossido di stagno, un prodotto che seguirà un lento e costante sviluppo sia nella tecnica ceramista sia nei cromatismi e decorazioni, per raggiungere l’apice del successo nel XVI secolo, in particolare grazie ai "Bianchi di Faenza".

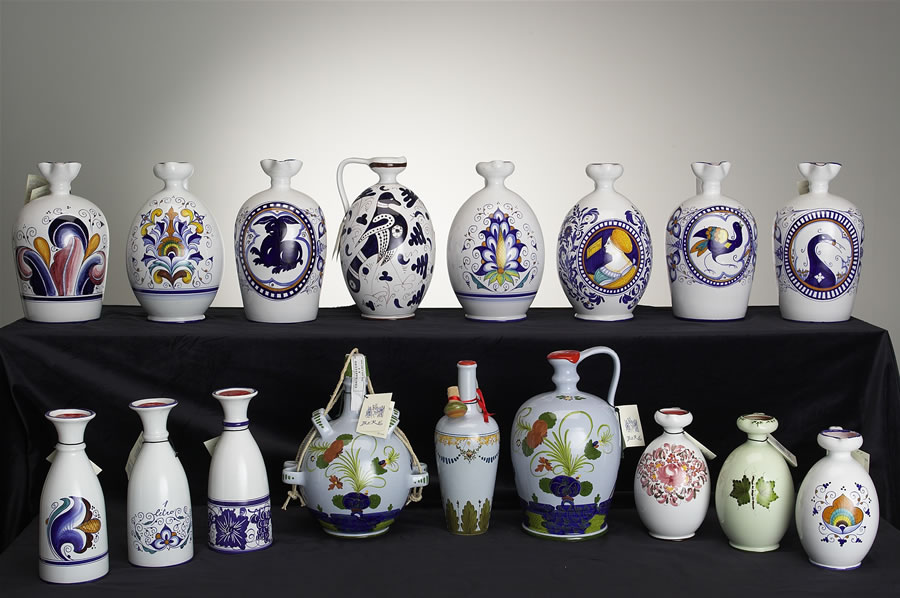
Fiaschi di ceramica faentina
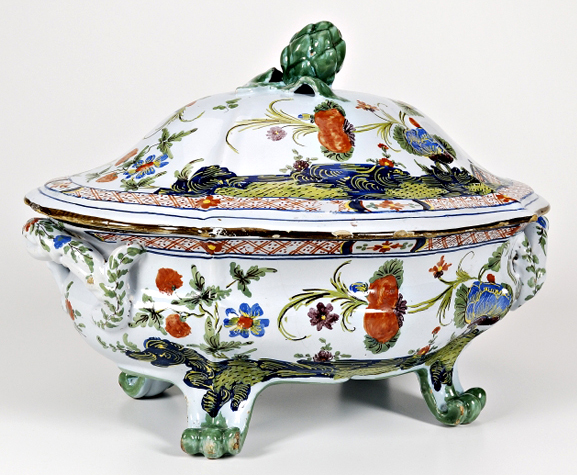
Zuppiera decorata con lo stile detto "Garofano"
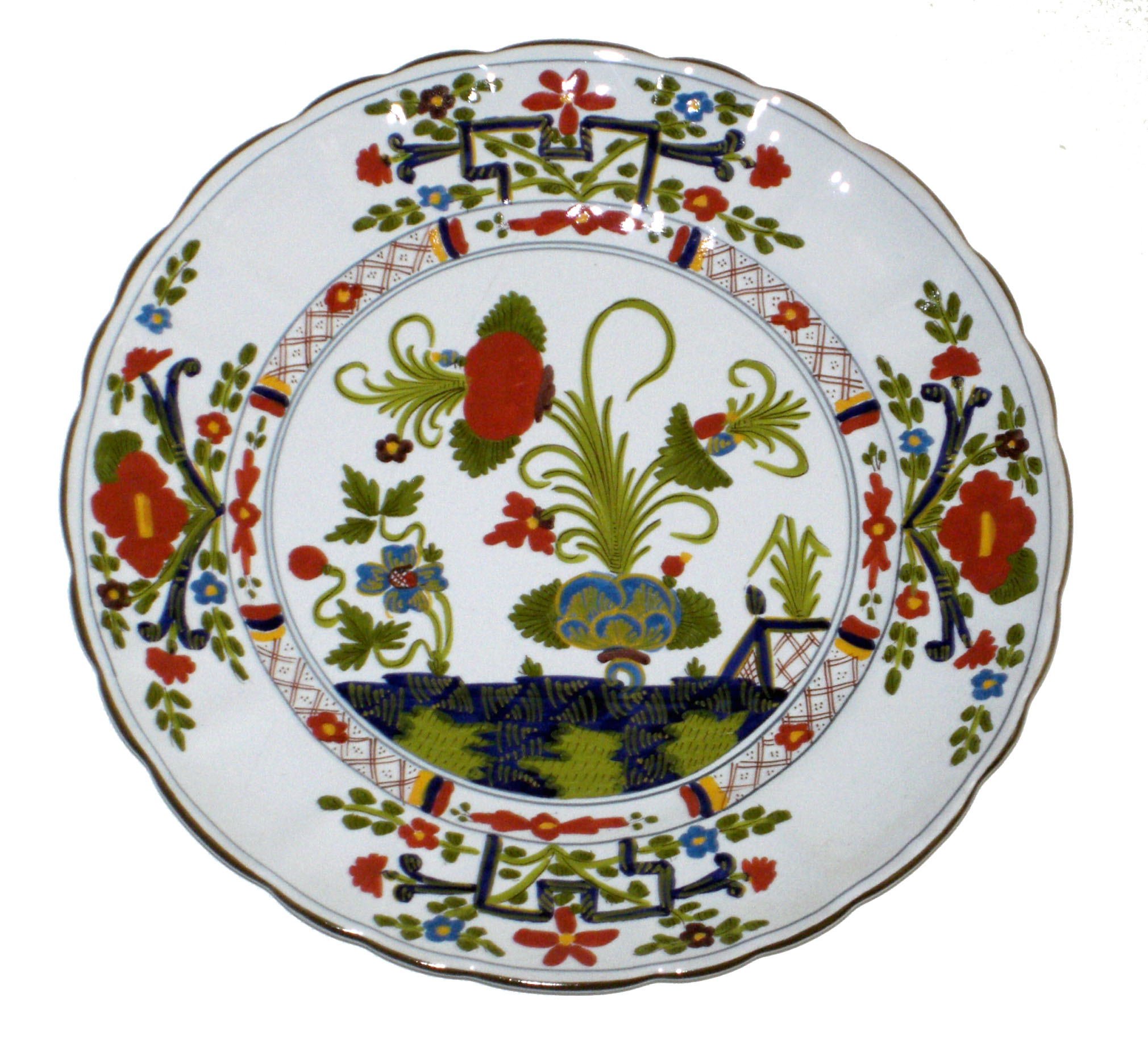
Piatto decorato con lo stile detto "Garofano"
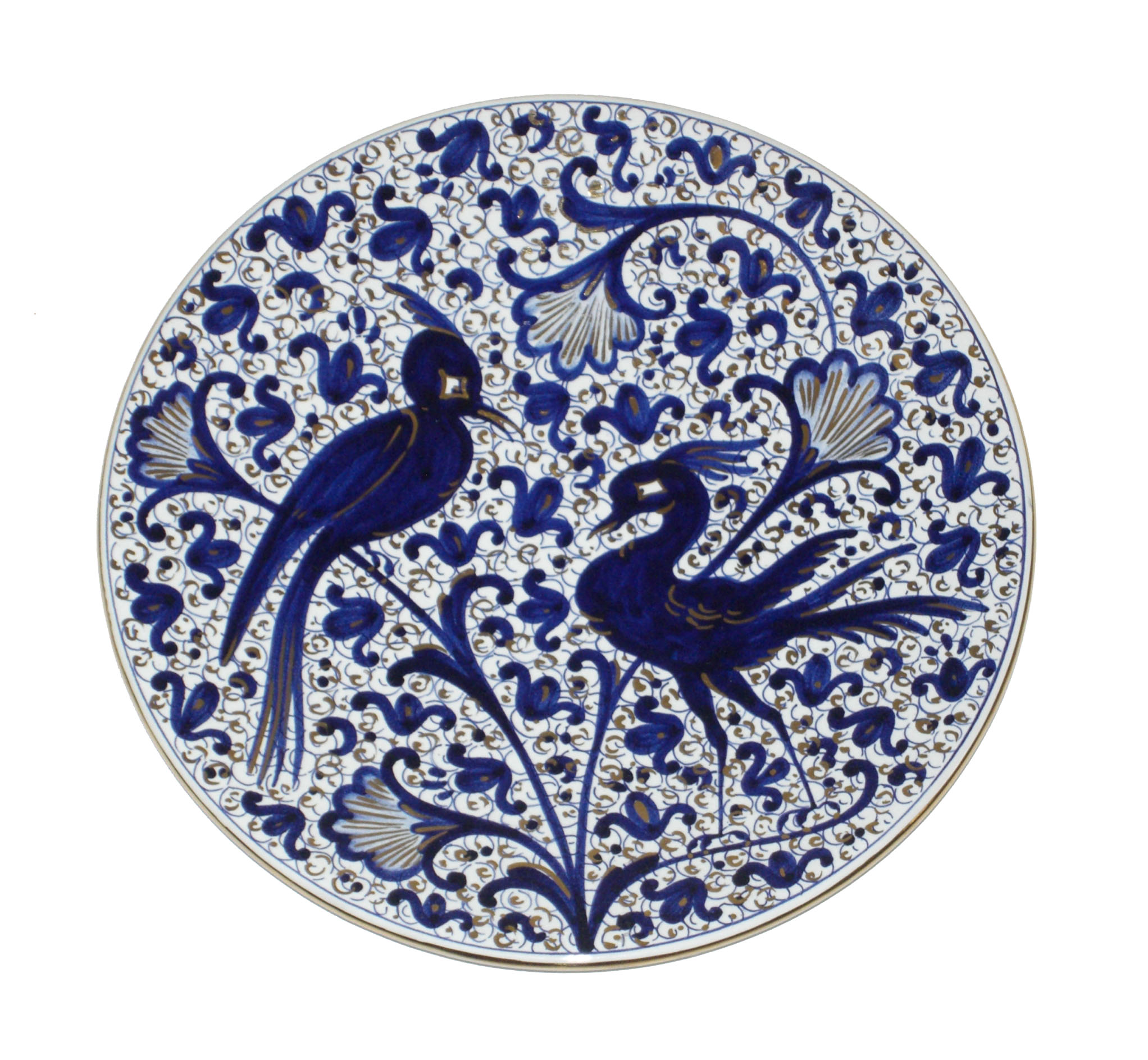
Piatto decorato con lo stile detto "Melograno"
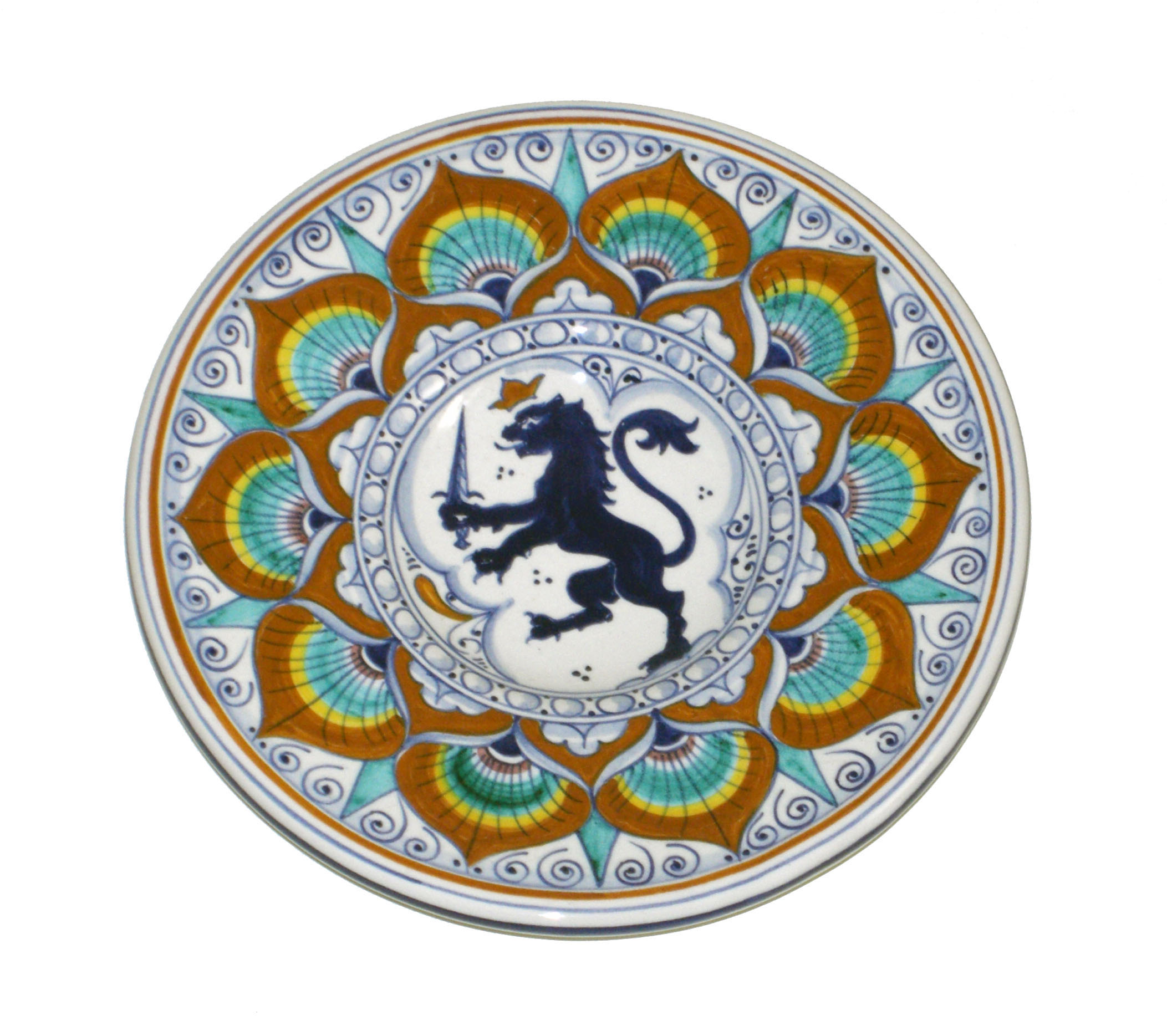
Piatto decorato con lo stile detto "Penna di Pavone"
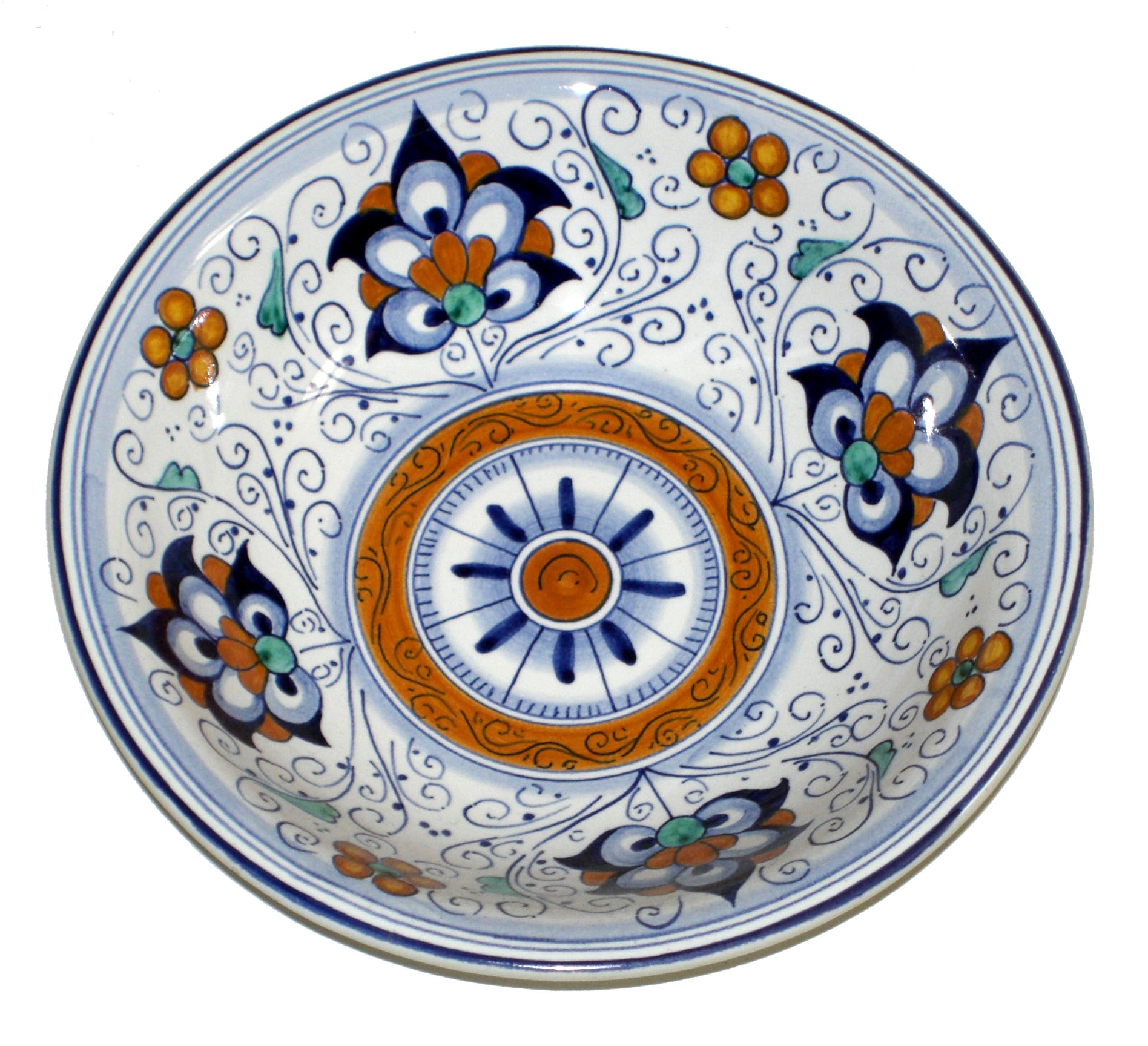
Piatto con motivo tradizionale
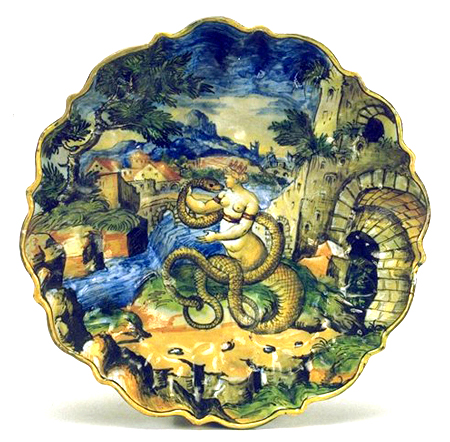
Coppa istoriata
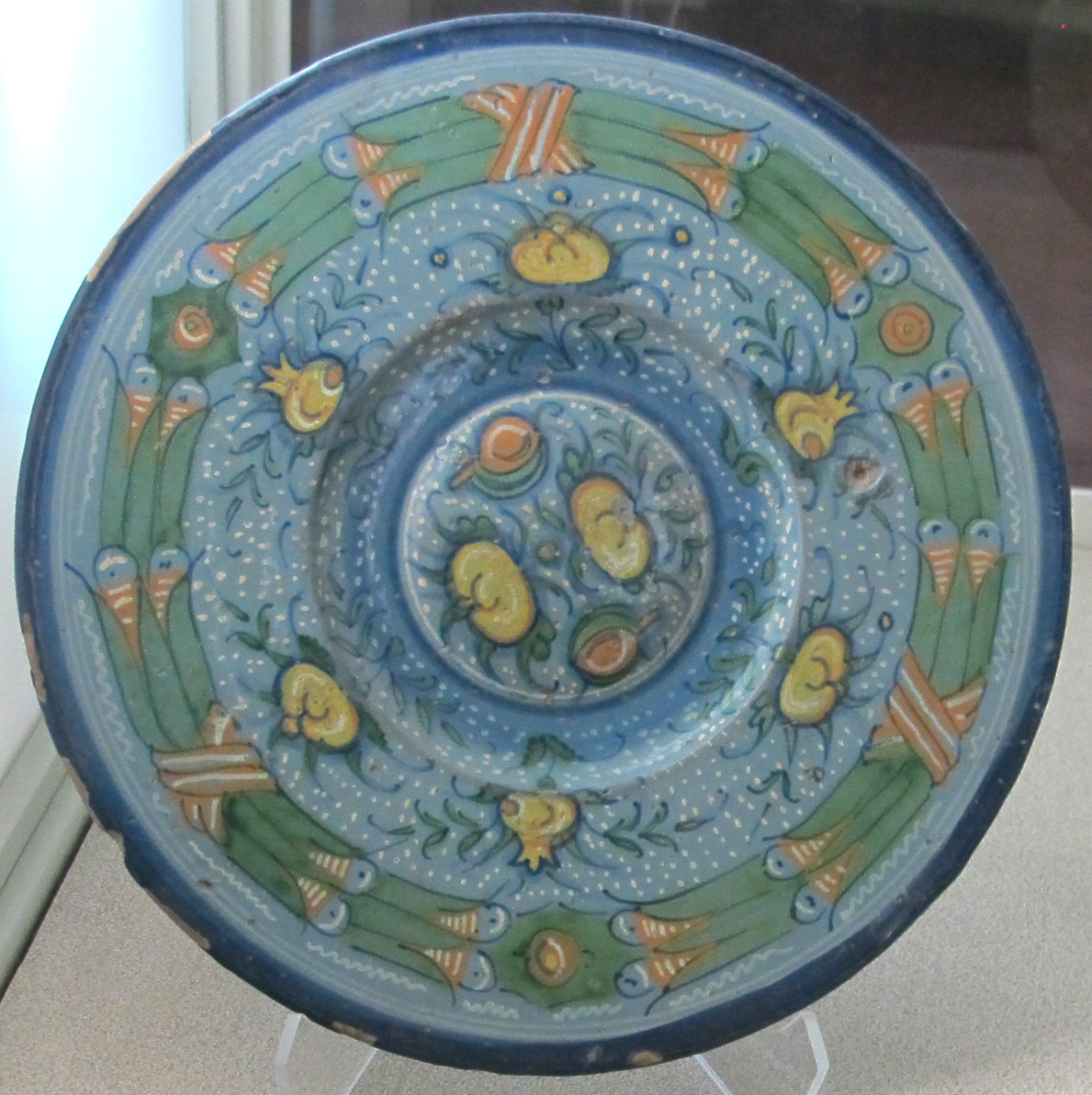
Piatto smaltato in stile "Berrettino"
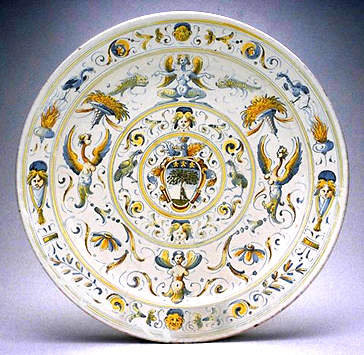
Bacile a "raffaellesche"
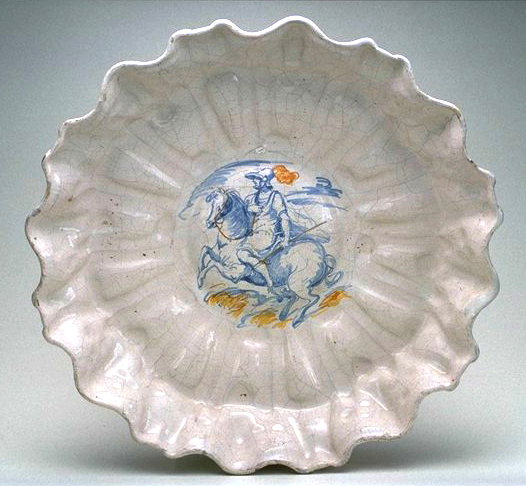
Coppa con figura in stile compendiario

In città sono attive numerose botteghe d'arte ceramica, sia di produzione tradizionale sia di stile contemporaneo, la cui attività e sviluppo vengono tutelati e promossi dall'Ente Ceramica Faenza e dall'Associazione Italiana Città della Ceramica (AICC) per mezzo di eventi e fiere che richiamano annualmente appassionati e artigiani da tutto il mondo. Sono comuni e caratteristiche le opere in ceramica, donate dagli artisti, spesso collocate in parchi e giardini comunali oppure al centro di rotonde, isole di traffico o altre strutture.

#### Neoclassicismo
Il Neoclassicismo fu il momento culturale e artistico che caratterizzò la città, in particolare tra il 1780 e il 1820. L’eccezionale realizzazione di edifici, dipinti, sculture, decorazioni e arredi, con il coinvolgimento di artisti e botteghe artigiane, rese Faenza un punto di riferimento per l'arte neoclassica in tutta Europa. Furono di grande rilievo le opere di architetti e artisti quali Giuseppe Pistocchi, Giovanni Antonio Antolini, Pietro Tomba, Felice Giani, Antonio Trentanove, Giovan Battista Ballanti Graziani, Romolo Liverani. Massimo esempio dell'arte neoclassica faentina e romagnola è incarnato dall'edificio di Palazzo Milzetti, oggi museo nazionale.

#### Arte contemporanea
Faenza dimostra di essere particolarmente legata alla sua identità culturale artistica, offrendo sin dai primi anni del '900 i suoi spazi per accogliere, promuovere e tutelare rigorosamente opere quali dipinti, sculture, allestimenti, altorilievi, bassorilievi e soprattutto ceramiche, di artisti contemporanei locali, nazionali e internazionali. Queste sono allestite sia in spazi museali (Museo Settore Territorio) sia in un vero e proprio "Museo all'aperto" cittadino, catalogate con la relativa geolocalizzazione.

### Teatro
Diverse associazioni teatrali sono attive nel territorio. Tra esse sono menzionabili:
- Accademia Perduta / Romagna Teatri, che organizza eventi teatrali in Romagna, di cui a Faenza presso il Teatro Masini
- Filodrammatica Berton presso il Teatro dei Filodrammatici
- Teatro Due Mondi presso Casa del Teatro
- Compagnia delle Feste presso il Teatro Fellini
- Compagnia Teatrale Angelo Solaroli presso Palazzo Mazzolani
- Compagnia del Cancello e Compagnia L'InStabile presso il Teatro San Giuseppe Artigiano

### Cinema

#### Film girati a Faenza
- La Pupa (1963), regia di Giuseppe Orlandini
- La Cina è vicina (1967), regia di Marco Bellocchio[90]
- Corbari (1970), regia di Valentino Orsini
- Il Presidente del Borgorosso Football Club (1970), regia di Luigi Filippo D'Amico
- Fuori uno... sotto un altro, arriva il Passatore (1972), regia di Giuliano Carnimeo[91]
- Permettete signora che ami vostra figlia? (1974), regia di Gian Luigi Polidoro[92]
- 40 gradi all’ombra del lenzuolo (1976), regia di Sergio Martino
- Gli occhi, la bocca (1982), regia di Marco Bellocchio[93]
- L'appassionata (1988), regia di Gianfranco Mingozzi[94]
- Ladronaia (1993), regia di Andrea Pedna[95]
- Il più lungo giorno (1998), regia di Roberto Riviello[96]
- Il caso Pantani - L'omicidio di un campione (2020), regia di Domenico Ciolfi[97]
- Laura Pausini - Piacere di conoscerti (2022), regia di Ivan Cotroneo[98]

### Cucina
Nell'area di Faenza, oltre alla cucina romagnola tipica, vengono proposte ricette autoctone, quali ad esempio:

#### Tortelli di San Lazzaro
I "turtèll d'San Lazar" si fanno esclusivamente a Faenza appunto in occasione della festa di San Lazzaro, la quinta domenica di Quaresima, nella zona di Borgo Durbecco e il territorio circostante. Il tortello ha una forma allungata con la chiusura a spiga di grano e presunti storici sostengono che tale forma potrebbe essere ispirata alla figura di Lazzaro avvolto nelle bende della sepoltura. In origine si trattava di un dolce povero che si è andato via arricchendo con il migliorare delle condizioni di vita: oggi la sfoglia si ottiene impastando farina, uova, latte, burro e zucchero e per il ripieno si amalgamano le castagne lessate con cioccolato, marmellata, canditi ecc.. Si serve imbevuto nella Saba.

#### Ciambella di Faenza
Variante locale della ciambella romagnola, che prevede l'uso di farina, zucchero, burro, mandorle, uovo, scorza di limone, lievito, pangrattato.

#### Sugali
I "sugàl" (sugali) sono dolci simili a budini che si preparano e si consumano tradizionalmente in autunno nel periodo della vendemmia. La ricetta faentina prevede la preparazione con mosto d'uva filtrato, farina di grano e pane grattugiato, con eventuale aggiunta di farina di mais, scorza di limone e semi di anice.

#### Curzul
I "curzùl" sono una pasta all'uovo di produzione tipicamente romagnola nell'area ravennate e forlivese che prende il nome dalla somiglianza con i lacci delle scarpe: curzul in romagnolo significa infatti “laccetti”. La ricetta tipica è quella con il ragù di scalogno.

#### Polenta fritta
Variante di preparazione della polenta peculiare dell'area di Faenza, Brisighella e Castel Bolognese, preparata densa, rassodata e fritta.

### Eventi

#### Meeting delle Etichette Indipendenti
A Faenza, nell'ultimo week-end di settembre, e in passato durante il mese di novembre, si svolge la manifestazione che in assoluto ha portato in città il maggior numero di visitatori: il Meeting Etichette Indipendenti (MEI), evento musicale in cui si radunano case discografiche e musicisti che si definiscono indipendenti dalle major discografiche. Partecipano musicisti di caratura nazionale con concerti nelle 2/3 serate di durata della manifestazione.
L'evento si svolge nel centro storico.

#### 100 km del Passatore
Nell'ultimo sabato di maggio si svolge la "100 km del Passatore". È un'ultramaratona, considerata da molti folcloristica ma molto impegnativa, che richiama ogni anno più di 1000 partecipanti da tutto il mondo. La gara, che si è svolta per la prima volta nel 1973, è intitolata al Passatore, popolare figura della storia e del folclore romagnolo.
La difficoltà della competizione non è solo nella distanza (100 km certificati IAU/IAFF) ma anche nel dislivello: la partenza è a Firenze (52 metri s.l.m.) e si devono attraversare gli Appennini giungendo alla quota massima sul Passo della Colla di Casaglia (913 m s.l.m.) per poi scendere verso Faenza (34 m s.l.m.). L'importanza di tale gara nel panorama delle ultramaratone è data dal fatto che più volte è stata campionato europeo e nel 1991 anche campionato del mondo.

#### Manifestazioni internazionali della ceramica d'arte
Molto importanti sono le manifestazioni internazionali della ceramica d'arte contemporanea e antica, organizzate dall'Ente Ceramica, che si svolgono in città richiamando artisti, collezionisti e amanti della maiolica da tutto il mondo. Tra queste spiccano:
- Argillà Italia, mostra-mercato dedicata alla ceramica artistica e affiancata da convegni ed eventi culturali, che si tiene ogni due anni il primo weekend di settembre lungo le strade del centro storico che si snodano tra la piazza principale e il Museo Internazionale delle Ceramiche[109]
- Buongiorno Ceramica, manifestazione che si tiene ogni anno nel primo weekend di giugno alla quale partecipano tutte le città facenti parte dell'Associazione Italiana Città della Ceramica e che consiste nell'apertura straordinaria di musei e botteghe ceramiche con visite guidate e laboratori per gli appassionati[110]

#### NOAM Faenza Film Festival
Prima manifestazione in Italia per promuovere il cinema e la cultura nord americani, con una particolare attenzione alla produzione indipendente, caratterizzata da numerosi eventi e proiezioni di film con protagonisti USA, Canada, Messico e non solo.

#### Altre manifestazioni
- Fiera di San Rocco: è la Fiera più antica della città, dato che le sue origini risalgono al XV secolo. Si svolge nel centro storico, principalmente nei dintorni della chiesa di San Rocco, la prima domenica di novembre.[112]
- Carnevale di San Lazzaro: è una festa di carnevale di antica tradizione con sfilata di carri allegorici, musica e gastronomia che si tiene nel Borgo Durbecco nel giorno di San Lazzaro, ossia la domenica precedente a quella delle Palme.[113]
- La Musica nelle Aie - Castel Raniero Folk Festival: concorso musicale di gruppi Folk, provenienti da ogni parte d'Italia, che si tiene ogni anno il secondo fine settimana di maggio, nella suggestiva località faentina di Castel Raniero nelle prime colline faentine.[114]
- Sagra del Torrone: si tiene l'8 dicembre. Le strade tra Piazza del Popolo e la Chiesa di San Francesco, dove le celebrazioni dell'Immacolata Concezione sono particolarmente solenni, sono piene di bancarelle e stand gastronomici. Il prodotto più venduto è appunto il torrone.

## Geografia antropica

### Suddivisioni storiche
Faenza è storicamente suddivisa in Rioni:
| Rione          | Nome alternativo            | Posizione in centro storico |
| -------------- | --------------------------- | --------------------------- |
| Rione Giallo   | Rione di Porta Ponte        |                             |
| Rione Verde    | Rione di Porta Montanara    |                             |
| Rione Rosso    | Rione di Porta Imolese      |                             |
| Rione Nero     | Rione di Porta Ravegnana    |                             |
| Borgo Durbecco | Rione di Porta delle Chiavi |                             |

I quattro rioni: Giallo, Rosso, Nero e Verde riprendono i colori e l'antica divisione amministrativa del comune, ancora visibile in vecchie mappe cittadine conservate nella biblioteca comunale. I territori rionali sono separati dai quattro corsi cittadini, gli antichi cardo e decumano di epoca romana, e ripropongono la suddivisione storica altomedioevale della città faentina in quattro Rioni.

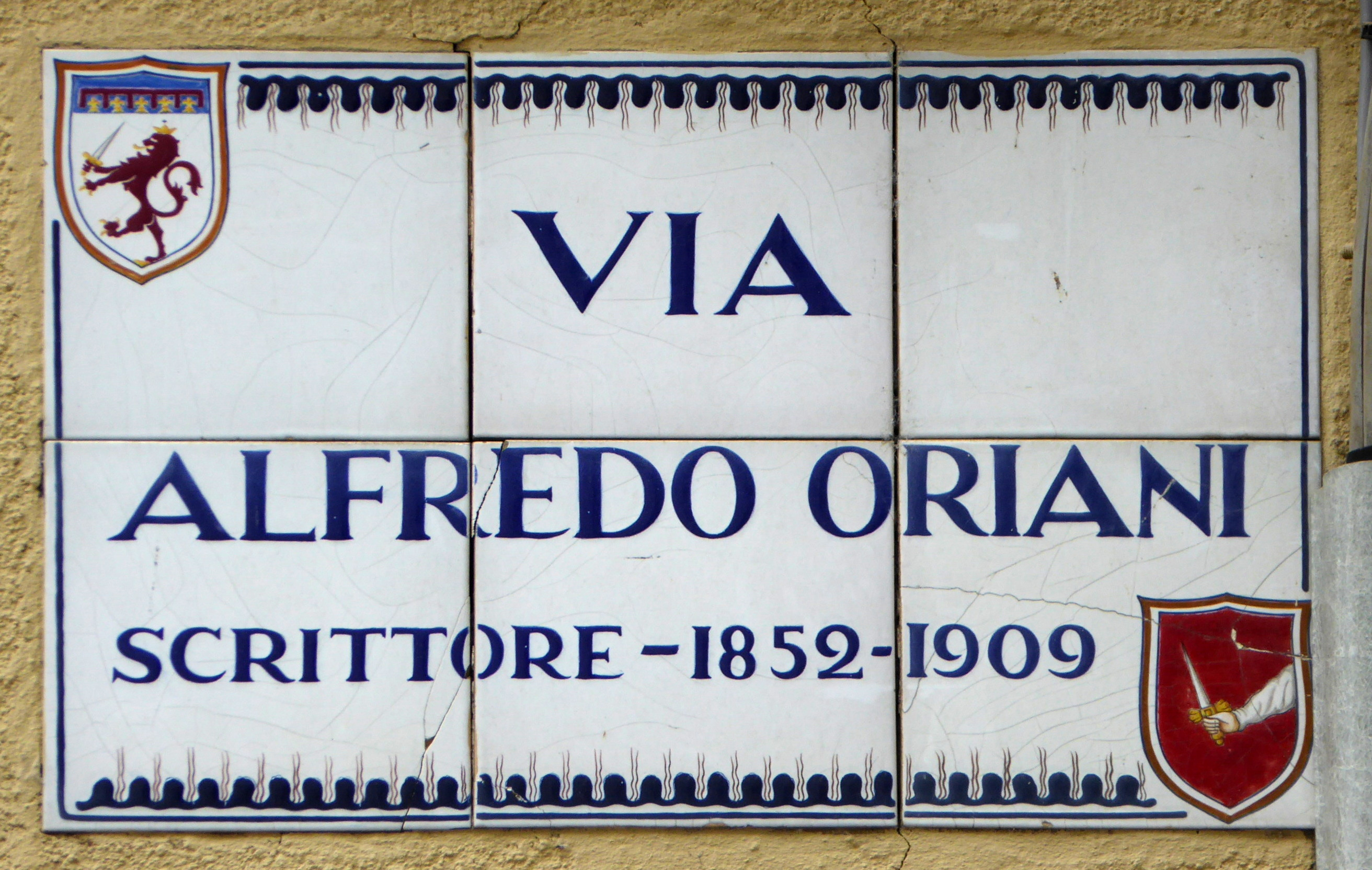
Tipica targa toponomastica in maiolica di una delle vie nel centro storico, con lo stemma del Comune in alto a sinistra e lo stemma del Rione di appartenenza in basso a destra

Il Borgo Durbecco, cioè l'area della città sulla riva destra del fiume Lamone sviluppatasi in epoca tardo-medievale, è stato istituito come Rione nel 1959 per poter coinvolgere anche questo quartiere nelle manifestazioni del Palio del Niballo.

### Suddivisioni amministrative
Il Comune è suddiviso in 5 circoscrizioni, ognuna sede dei rispettivi organismi consultivi di quartiere:
- Quartiere Centro Nord
- Quartiere Centro Sud
- Quartiere Borgo
- Quartiere Granarolo
- Quartiere Reda

### Frazioni
Il Comune di Faenza comprende le seguenti frazioni e località (in ordine alfabetico):
- Albereto
- Basiago
- Borgo Tuliero
- Castel Raniero
- Celle
- Còsina
- Errano
- Felisio
- Fossolo
- Granarolo
- Marzeno
- Merlaschio
- Mezzeno
- Oriolo dei Fichi
- Pieve Cesato
- Pieve Corleto
- Pieve Ponte
- Prada
- Reda
- Rivalta
- Ronco
- San Barnaba
- San Biagio
- San Pier Laguna
- San Silvestro
- Santa Lucia
- Sant'Andrea
- Sarna
- Tebano

## Economia

### Industria
Faenza è una città industrializzata. I settori più sviluppati del territorio includono: meccanica, automazione e robotica, materiali compositi e ceramici avanzati, ceramica industriale, alimentare.
Vi hanno sede numerose società, in particolare: CISA, azienda produttrice di serrature; Caviro, azienda leader nella produzione di vino e alcol; Mokador e Rekico, torrefazioni caffè di questo territorio; Tampieri Holding, specializzata in produzione di energia, oli vegetali e depurazione; Bucci Industries, leader in lavorazioni meccaniche, automazione e materiali compositi. 

In campo motoristico sono presenti due importanti squadre, Racing Bulls F1 Team (in passato nota come Minardi e Toro Rosso / AlphaTauri) e Gresini Racing, attive entrambe in campionati a livello mondiale.
La zona industriale si sviluppa su aree geograficamente distinte:
- Zona Industriale San Silvestro, a nord dell'abitato lungo Via Granarolo, compresa tra Via San Silvestro e la linea ferroviaria Faenza-Ravenna;
- Zona Industriale Autostrada, compresa tra la strada provinciale 7 ("Felisio") e l'Autostrada A14;
- Zona Industriale Boària, a ovest del centro abitato lungo Via della Boària e Viale Risorgimento, compresa tra la linea ferroviaria Faenza-Firenze e il lato nord della Via Emilia;
- Zona Industriale Filippina, a est del centro abitato, compresa tra Via Reda e Via Soldata.

### Artigianato
Faenza è rinomata soprattutto per la lavorazione della ceramica artistica (la Faience) e del ferro battuto.

#### Botteghe storiche
In attuazione della legge regionale sulla valorizzazione e promozione delle botteghe storiche, il Comune ha iscritto le botteghe storiche cittadine tuttora operative in un apposito Albo Comunale, in quanto attività artigianali significative per la tradizione e la cultura della città.

### Agricoltura
L'agricoltura locale si basa sulla produzione di cereali, frumento, ortaggi (ad esempio scalogno, patata, zucchino di Faenza), foraggi, uve (tra cui Albana, Centesimino, Sangiovese) e frutta (ad esempio Pesca Nettarina, pesca piatta, kiwi, pera mora di Faenza, albicocca, melagrana Grossa di Faenza), integrata dall'allevamento di bovini, suini, ovini, caprini, equini e avicoli.
Storicamente fu nota la coltivazione e diffusione di varietà locali di fragola e di cocomero, prodotte prevalentemente presso l'area di Punta degli Orti.

### Servizi
Le strutture ricettive offrono possibilità di ristorazione e soggiorno. 
Tra le strutture sociali sono presenti asili nido, case di riposo e una casa protetta. 
A livello sanitario sono assicurate le prestazioni fornite da una clinica privata e dall'ospedale locale, che copre anche l'utenza dei comuni della Romagna faentina.
Sono presenti attività bancarie, radiotelevisive e di consulenza informatica.

## Infrastrutture e trasporti

### Strade
Faenza è attraversata da sud-est verso nord-ovest dalla strada statale 9 Via Emilia e dall'Autostrada A14 Bologna-Taranto e da nord-est verso sud-ovest dalla strada provinciale 302 Brisighellese Ravennate.

### Ferrovie

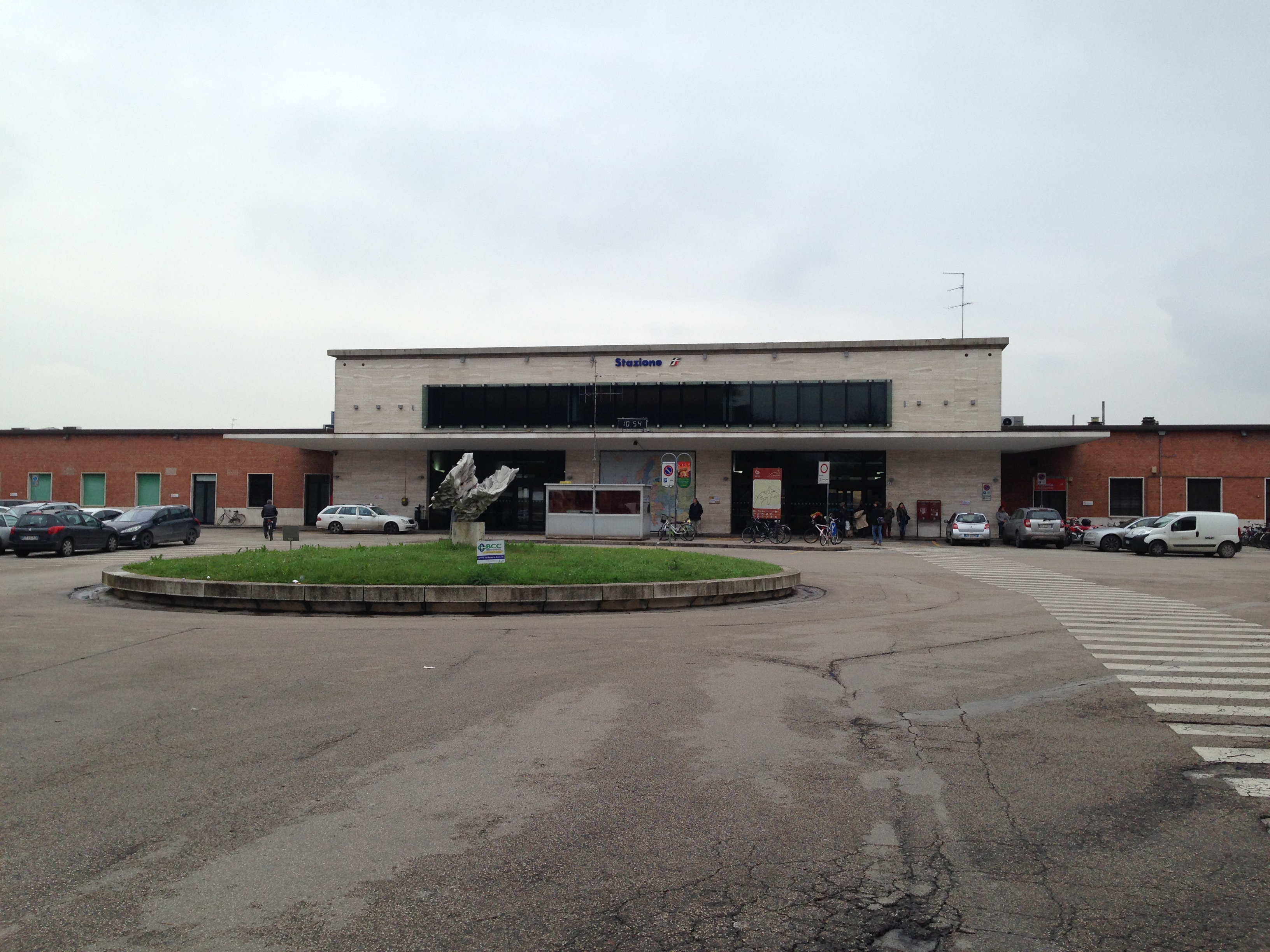
Stazione di Faenza FS

La stazione di Faenza si trova sulla linea Bologna-Ancona e funge da capolinea della Firenze-Faenza, della Faenza-Ravenna e della Faenza-Lavezzola.

### Mobilità urbana
Faenza dispone di un servizio urbano costituito da due autolinee linee gestite da Start Romagna, che opera anche i servizi interurbani che fanno capo al capolinea sito in viale delle Ceramiche.
Dal 2013 è attivo un servizio gratuito di trasporto pubblico su minibus elettrici (Green-Go Bus) costituito da due linee che collegano sia la parte ovest sia la parte est di Faenza con il centro città.

## Amministrazione
L'amministrazione di Faenza fu caratterizzata da una fase comunale, con figure di spicco come i consoli, seguiti dal podestà forestiero, e successivamente, nel periodo tra le due guerre, da una giunta popolare guidata dal sindaco conte Antonio Zucchini. Questa giunta, espressione del Partito Popolare, si distinse per impegno, onestà e per il sostegno offerto alle categorie produttive e ai mezzadri, contrastando l'ascesa del fascismo.
Il comune di Faenza dal 1º gennaio 2012 è capoluogo della Unione della Romagna Faentina.

### Sindaci dal 1946
| Periodo           | Periodo           | Primo cittadino    | Partito    | Carica  | Note                                                                        |
| ----------------- | ----------------- | ------------------ | ---------- | ------- | --------------------------------------------------------------------------- |
| 2 aprile 1946     | 22 giugno 1951    | Alfredo Morini     | PSI        | Sindaco | [ 132 ]                                                                     |
| 22 giugno 1951    | 10 agosto 1956    | Pietro Baldi       | DC         | Sindaco |                                                                             |
| 10 agosto 1956    | 6 marzo 1972      | Elio Assirelli     | DC         | Sindaco | Confermato nel 1960, 1964 e 1970.                                           |
| 24 marzo 1972     | 16 dicembre 1974  | Angelo Gallegati   | DC         | Sindaco |                                                                             |
| 16 dicembre 1974  | 1º settembre 1975 | Pietro Baccarini   | DC         | Sindaco |                                                                             |
| 1º settembre 1975 | 30 settembre 1981 | Veniero Lombardi   | PCI        | Sindaco |                                                                             |
| 1º ottobre 1981   | 24 marzo 1993     | Giorgio Boscherini | PSI        | Sindaco | Confermato il 30 ottobre 1985 ed il 19 luglio 1990. Dimissionario nel 1993. |
| 25 marzo 1993     | 17 gennaio 1994   | Nerio Tura         | DC         | Sindaco |                                                                             |
| 12 giugno 1994    | 30 aprile 1999    | Enrico De Giovanni | PPI        | Sindaco | Confermato il 24 maggio 1998. Deceduto durante il mandato.                  |
| 1º maggio 1999    | 30 marzo 2010     | Claudio Casadio    | DS, poi PD | Sindaco | Sindaco reggente fino al 15 aprile 2000. Confermato il 6 aprile 2005.       |
| 30 marzo 2010     | 22 settembre 2020 | Giovanni Malpezzi  | PD         | Sindaco | Confermato il 15 giugno 2015.                                               |
| 22 settembre 2020 | in carica         | Massimo Isola      | PD         | Sindaco |                                                                             |

### Gemellaggi
Faenza è gemellata con:
- Toki, dal 1979
- Fiume, dal 1983
- Talavera de la Reina, dal 1986
- Timișoara, dal 1991
- Amarousio, dal 1992
- Bergerac, dal 1998
- Schwäbisch Gmünd, dal 2001
- Gmunden, dal 2008
- Jingdezhen, dal 2013

## Sport

### Automobilismo

#### Formula 1

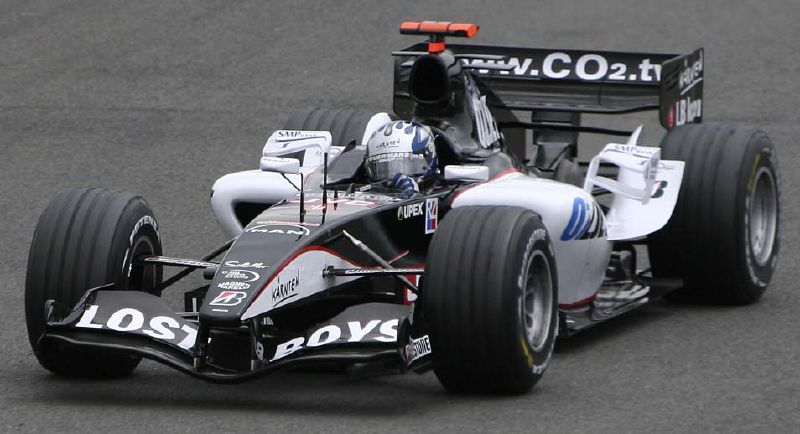
La PS05, ultima monoposto della Minardi

La città vanta la presenza storica di un team di F1: fondato nel 1979 da Giancarlo Minardi con il nome di Minardi Team, il gruppo è stato poi acquisito nel 2005 dall'austriaca Red Bull e ribattezzato Scuderia Toro Rosso. Dal 2020, ai fini di marketing, diviene Scuderia AlphaTauri. Dal 2024, a seguito di una riorganizzazione generale, cambia denominazione in Racing Bulls F1 Team.

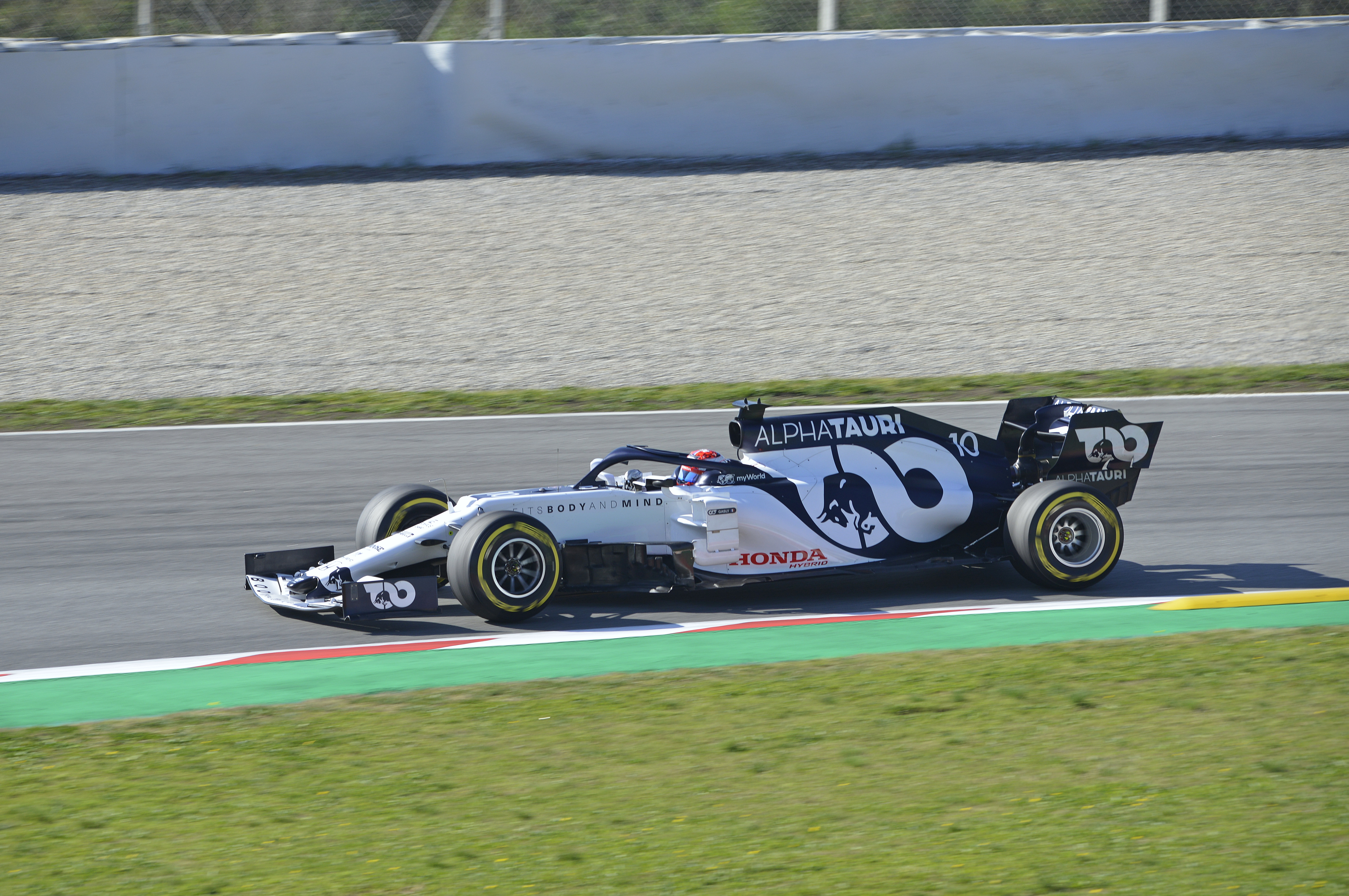
Pierre Gasly su AlphaTauri AT01

Di particolare rilievo la prima vittoria assoluta del Team con la Toro Rosso STR3 da parte del pilota Sebastian Vettel al Gran Premio d'Italia 2008 a Monza e la vittoria di Pierre Gasly nel 2020, sempre a Monza, con la AlphaTauri AT01.

### Lotta
Il Club Atletico Faenza Sezione Lotta "CISA" è attivo nella lotta greco-romana. Dal 1919 molti atleti, anche a livello olimpico, hanno ottenuto un numero importante di vittorie. Della società hanno fatto parte Ercole Gallegati, Gian Matteo Ranzi, Antonio Randi e Vincenzo Maenza (bicampione olimpico 1984 e 1988), nonché Andrea Minguzzi (campione olimpico 2008) e Daigoro Timoncini (tre Olimpiadi: Pechino 2008, Londra 2012 e Rio de Janeiro 2016).

### Motociclismo
Nel 1905 un gruppo di motociclisti locali organizza ritrovi in moto e crea il Moto Club Faenza. Nel 1911 il sodalizio entra a far parte del Moto Club Italia (che diventerà FMI nel 1946). Dal 1932 al 1956 fu in funzione il circuito extracittadino delle «Bocche dei Canali», all'epoca il più veloce fra i circuiti nazionali. Le maggiori Case motociclistiche lo utilizzarono per provare in anteprima le moto debuttanti nei Gran Premi: modelli come la Gilera 125 “Mosca Bianca”, la Mondial 125 e la MV 125 del 1947 furono testate a Faenza.

Il circuito faentino raggiunse notorietà internazionale in occasione del Gran Premio delle Nazioni (così si chiamava il Gran Premio d'Italia) del 1948, che per la prima volta abbandonò la sede storica di Monza per disputarsi in terra di Romagna. Vi corsero le categorie 125 cm³, 250 cm³ e 500 cm³. Lo stesso anno si ritirò dalla carriera il campione faentino Francesco Lama, uno dei protagonisti del motociclismo italiano degli anni trenta. Negli anni successivi, il circuito delle «Bocche dei Canali», fu sede della Coppa «Città delle Ceramiche», più volte valida come prova di campionato italiano di velocità I categoria.

#### Motomondiale

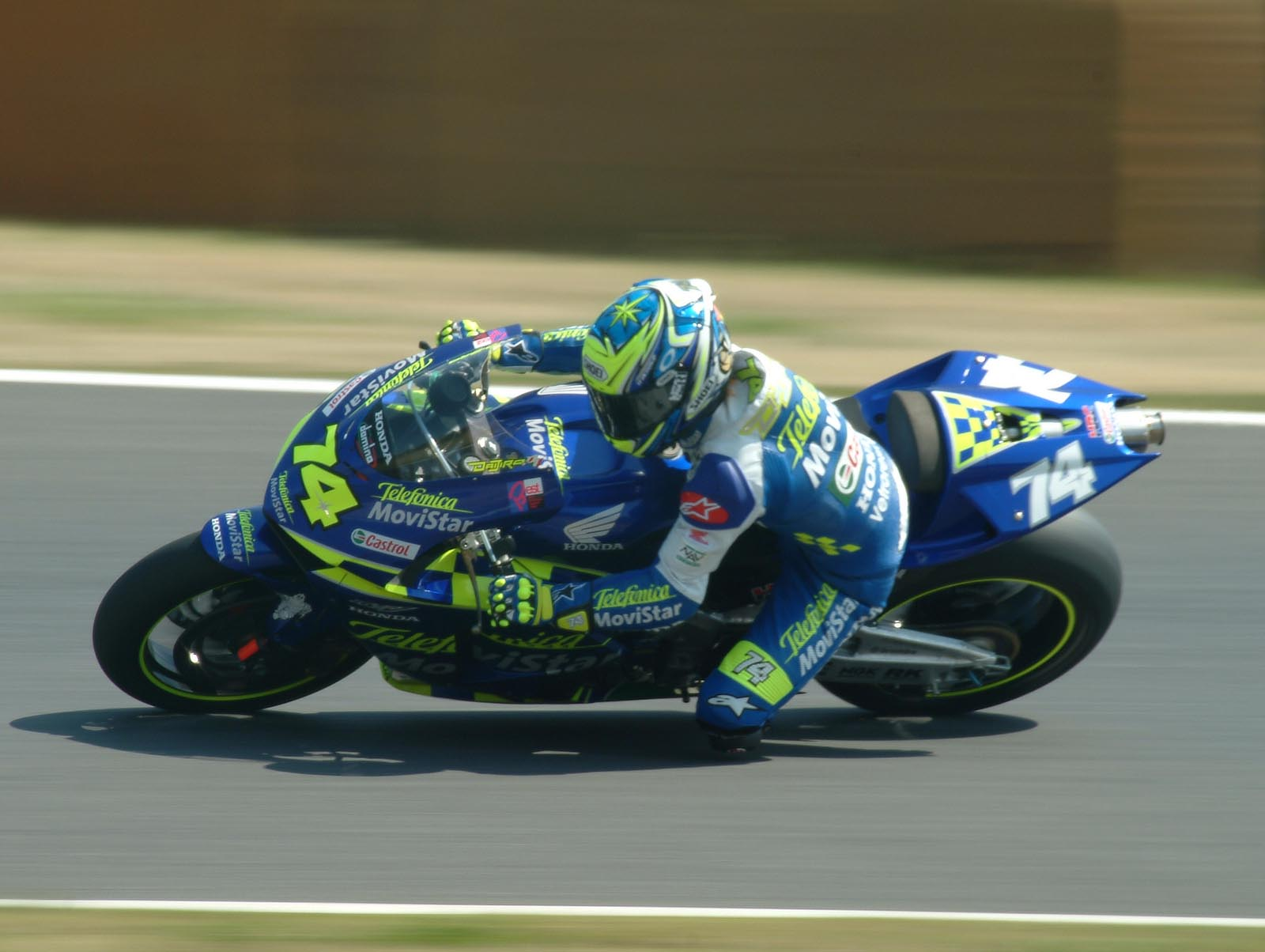
Daijirō Katō, pilota campione del mondo 250cc nel 2001 con il Team Gresini

La squadra motociclistica Gresini Racing, con sede a Faenza, fondata dal due volte campione del mondo 125 cm³ Fausto Gresini, attualmente milita nel Motomondiale nelle categorie MotoGP, Moto2 e MotoE. Da segnalare i risultati ottenuti grazie a Daijirō Katō (campione classe 250 cm³ nel 2001), Toni Elías (campione Moto2 nel 2010), Jorge Martín (campione Moto3 nel 2018) e Matteo Ferrari (campione MotoE nel 2019).

#### Motocross
Nel dopoguerra fu realizzato il primo tracciato adatto alle corse di motocross, il Circuito dell'Isola. Improvvisato sulla sinistra del Lamone, si trovava a poche centinaia di metri dal centro storico. Nel 1957 si disputa nel Circuito dell'Isola una prova di campionato nazionale di motocross. L'attività del motocross faentino prosegue negli anni seguenti in un altro circuito, anch'esso provvisorio, situato sulle colline a qualche chilometro dalla città. All'inizio degli anni settanta prende corpo l'idea di realizzare un tracciato permanente. Viene scelta un'area nei pressi del monte Coralli, adiacente la frazione di Tebano. Il «Crossodromo Monte Coralli» viene inaugurato nel 1972 ed è tuttora in attività, nato su iniziativa dell'allora presidente del Moto Club Faenza Gigi Lama. Nel 1979 è stato sede per la prima volta di una gara del Campionato mondiale di motocross (Gran Premio d'Italia, 27 maggio). Da allora ha ospitato altre gare valevoli per il campionato del mondo.
Nel 2024 la pista, dopo una completa ristrutturazione, ha assunto la nuova denominazione di «04 Park - Monte Coralli», un centro sportivo per crossisti nato per volere di Andrea Dovizioso, in collaborazione con il Comune di Faenza e la Federazione Motociclistica Italiana.

### Nuoto
La ASD Centro Sub Nuoto Club 2000 è una Scuola Nuoto Federale FIN presso il Centro Nuoto Comunale di Faenza, attiva nelle discipline acquatiche agonistiche e amatoriali, nuoto e subacquea in primis e, dagli anni 2000, nuoto sincronizzato e pallanuoto; fra i titoli conseguiti si evidenziano per il nuoto 2 titoli di Campione Italiano e per la fotografia subacquea 3 titoli di Campione del Mondo e 4 di Campione Italiano. Da ricordare la partecipazione alle Olimpiadi di Seul 1988 di Annalisa Nisiro.

### Pallacanestro
La squadra più titolata della pallacanestro faentina è il Club Atletico Faenza. Nata nell'immediato dopoguerra, la squadra femminile vanta a livello seniores ben 64 anni di storia, con 53 partecipazioni alla massima serie nazionale, di cui 16 consecutive. Ha vinto due Coppe Italia: nel 2007 e nel 2009.
Dal 2015 la principale società di pallacanestro femminile è «Faenza Basket Project» (presidente Mario Fermi). Ha rilevato il titolo sportivo di Serie B di un'altra società locale vincendo subito il campionato. Dopo pochi anni di Serie A2, nel 2020/21 la società ha centrato la promozione in Serie A1.
A oggi, a livello maschile è attiva la Raggisolaris Faenza, che milita nella Serie B Nazionale.

### Pallamano
La Pallamano Romagna è nata nel 2019 dalla fusione di Romagna Handball (Imola-Mordano) con Handball Faenza e successivamente con Pallamano Lugo. Gestisce due squadre senior di pallamano che militano in Serie A Silver e in Serie B.

Le società fondatrici sono nate rispettivamente nel 1973 (Imola), nel 1981 (Mordano) e nel 1983 (Faenza). A Faenza la pallamano arrivò su iniziativa dei fratelli Claudio e Guido Leotta. Il primo allenatore della formazione biancazzurra fu Alfonso Saviotti (1937-2025).

### Pallavolo
Faenza ha avuto una squadra maschile che ha militato in Serie A negli anni '70: la Società Polisportiva "Ebro Masotti" (SPEM). Fondata negli anni '60, la squadra iniziò dalle serie inferiori. Dal campionato di Promozione salì in serie A collezionando una promozione all'anno. Disputò nella massima serie tre campionati: 
- 1970-71[145];
- 1975-76[146];
- 1976-77[147]. In quest'ultimo anno vinse il Trofeo Federale, antesignano della Coppa Italia.

Dal 1976 al 1979 fu allenata da Sergio Guerra. Disputava le partite in casa al PalaBubani. Nella Spem giocò anche uno straniero, il cecoslovacco Jiri Barda.
Oggi la società Pallavolo Faenza è attiva sia nel campionato maschile sia in quello femminile, rispettivamente nelle Serie B e Serie B2.

### Pallone col Bracciale
Il pallone col bracciale, o "gioco del pallone" come comunemente conosciuto dai faentini, è uno dei giochi nazionali più antichi e tuttora è praticato in alcune località in Italia, tra cui Faenza, soprattutto in tornei di manifestazioni folcloristiche e rievocative, presso lo sferisterio comunale.

### Tennis
Nel Club Atletico Faenza Tennis, attivo fin dal 1927, vi sono cresciuti sul piano tennistico diversi campioni a livello nazionale e internazionale, come Raffaella Reggi (n. 13 WTA) e Andrea Gaudenzi (n. 18 ATP). Vanno ricordati anche Flora Perfetti, Francesca Bentivoglio e Gianluca Rinaldini, tutti saliti fino alla top 100 mondiale.

### Altre Associazioni Sportive
- Il Faenza Calcio 1912 milita nel girone B dell'Eccellenza Emilia-Romagna.
- La società di atletica leggera cittadina è l'ASD Atletica 85 Faenza, nata nel 1957 e che nel 1985 fu oggetto della fusione tra l'Atletica Faenza e la Libertas.
- In località Reda è attiva la ASD Reda Volley, dove la giocatrice della nazionale Serena Ortolani ha avviato la sua carriera agonistica.
- La società New Faenza Baseball Roosters milita nel campionato italiano di Baseball di Serie C Federale.
- La APD Faventia 1998 milita nel girone D della Serie B di Calcio a 5 (Futsal).
- La Società Ciclistica Faentina (S.C. Faentina) è continuatrice delle attività della Ciclo Sport Faenza, società che ha organizzato il ciclismo agonistico in città dal 1907.
- L'ASD Arcieri Faentini pratica attività di tiro con l'arco.
- Dal 2014 è presente in città una squadra di football americano, nata come Broncos Faenza e dal 2022 denominata Roosters Romagna, che diventa Campione d'Italia 2022 nel campionato italiano football americano a 9 giocatori.
- Il Faenza Rugby è una squadra attiva nel campionato di Serie C1 di Rugby a 15.
- La ASD Sala d'Arme Achille Marozzo Romagna Sforzesca è una delle principali associazioni per la pratica e la diffusione della scherma storica in Italia.

### Impianti sportivi

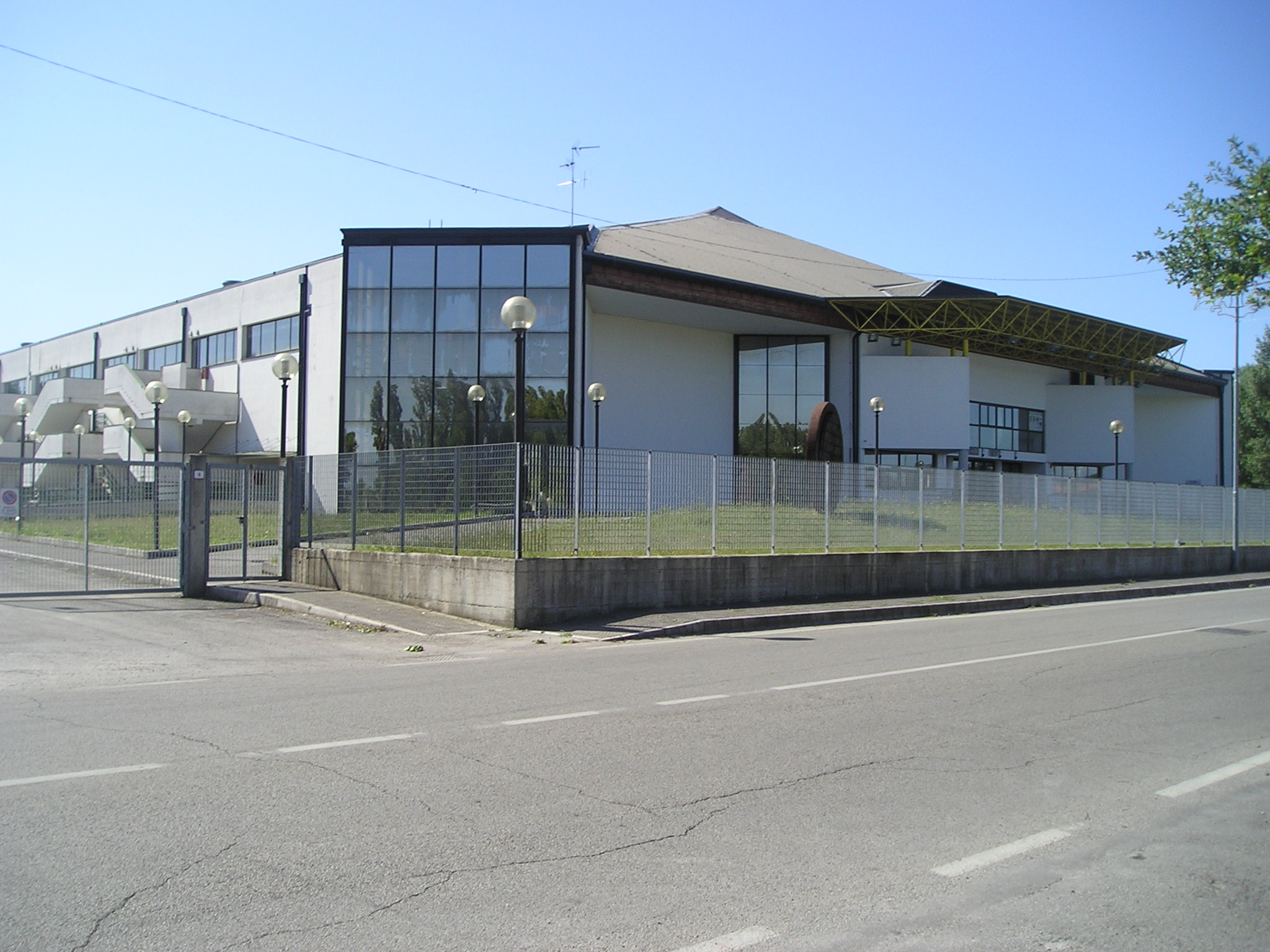
PalaCattani

- PalaCattani, già PalaMokador, è l'impianto sportivo più grande di Faenza, con i suoi 5.000 posti. Attualmente ospita le partite di basket maschile della Raggisolaris (Serie B) e del calcio a 5 del Faventia (Serie B).
- Stadio Bruno Neri, è il secondo impianto cittadino con i suoi 2.800 posti, ed è situato in Piazzale Pancrazi, progettato per ospitare le partite del Faenza calcio (Eccellenza) e le manifestazioni del Palio del Niballo e della Bigorda d'oro.
- PalaBubani, già PalaCofra, è situato in Piazzale Pancrazi, vicino allo Stadio Bruno Neri e alla piscina comunale. Ospita le partite di pallavolo del Faenza volley (Serie C).
- Centro Nuoto Comunale, che comprende gli impianti di Piazzale Pancrazi: quello esterno (in funzione da fine maggio ai primi di settembre) con vasca da 50 m dotata di scivolo e vasca ricreativa con un bel prato per rinfrescarsi; quello interno (aperto 363 giorni l'anno) formato da una vasca da 25 m × 6 corsie, da una vasca da 25 m da 3 corsie dotata di zona profonda 4 m, e da altre due vasche più piccole con temperature a 30° e 32°; inoltre dal 2014 è attivo l'impianto coperto di via Marozza costituito da una piscina da 25 m × 6 corsie.
- Crossodromo Monte Coralli, situato nelle prime colline a sud della città in frazione Tebano, è attivo dagli anni settanta.
- Campo sportivo Graziola, in Viale Atleti azzurri d'Italia, comprende impianti sportivi per la pratica di diverse discipline, tra cui: Atletica Leggera, Podistica, Rugby, Football americano, Calcio, Baseball.
- Circuito Ciclistico "Vito Ortelli", in via Lesi, sede delle attività sportive della S.C. Faentina e aperto al pubblico, intitolato al campione di ciclismo faentino Vito Ortelli.
- Golf Club "Le Cicogne", un campo da Golf con 9 buche in periferia a sud-ovest del centro abitato.
- Sferisterio comunale "Oreste Macrelli", in Piazza Fratti, dove vengono praticati il Pallone col Bracciale, il Tamburello e il Tamburello a muro.
- Tiro a Segno Nazionale, in via San Martino.
- Campo di Tiro con l'Arco, in Piazzale Tambini.
- Il Campo di volo Aerlight Faenza è la base operativa della Scuola di volo "Ready To Fly n. 397". Situata a pochi chilometri da Faenza, in via Plicca n. 2, l'infrastruttura è dotata di hangar e di club house per i piloti.